# قرون وسطای میانه
| جزایر بریتانیایی - ایرلند - شاهزاده‌نشین ولز - پادشاهی انگلستان - پادشاهی اسکاتلند - کنتب ارکنی (نروژ) - پادشاهی جزیره (نروژ) شمال اروپا - پادشاهی نروژ - پادشاهی سوئد - پادشاهی دانمارک - ترا ماریانا - دوک‌نشین بزرگ لیتوانی اروپای شرقی - شاهزاده‌نشین پولوستک - جمهوری نووگورود - روس کی‌یف - کیروف - بلغارستان ولگا - کومان‌ها - پادشاهی لهستان - پادشاهی مجارستان - پروس شبه‌جزیره ایبری - پادشاهی پرتغال - پادشاهی لئون - پادشاهی کاستیا - پادشاهی ناوار - تاج آراگون اروپای مرکزی - پادشاهی آلمان - پادشاهی بوهم - پادشاهی فرانسه - امپراتوری مقدس روم | شبه جزیره ایتالیا - پادشاهی ایتالیا - کورسیکا - ساردنی - پادشاهی نورمنی سیسیل - جمهوری ونیز بالکان - پادشاهی صربستان - بلغارها - امپراتوری بیزانس - پادشاهی قبرس قفقاز - پادشاهی ارمنی کیلیکیه - خزرها - آلانیا - سیرکاشا - پادشاهی متحد گرجستان - اتابکان آذربایجان خاورمیانه - سلجوقیان روم - ارمن‌شاهان - مروانیان - ایوبیان - شاهزاده‌نشین انطاکیه - کنت‌نشین طرابلس شمال آفریقا - خلافت موحدون |

صلیبیون
- (خطوط لاینقطع) جنگ صلیبی دوم لوئی هفتم و کنراد سوم
- (خط و نقطه) جنگ صلیبی سوم ریچارد یکم، فیلیپ دوم، و فریدریش بارباروسا

نقشه کوچک
اروپای مرکزی
گوالف‌ها و گیبیلین‌ها، اشتاوفر، و آسکانیا در آلمان
| - دوک‌نشین ساکسونی - مارگراف‌نشین براندنبورگ - دوک‌نشین فرانکونیا | - دوک‌نشین سوابیا - دوک‌نشین بایرن |

سده‌های میانی میانه یا قرون وسطیِ میانه یا قرون وسطیِ ثانی (به انگلیسی: High Middle Ages)،
دوران قرون وسطی در تاریخ اروپا حدود سده‌های ۱۱، ۱۲، و ۱۳ است؛ (۱۰۰۱ تا ۱۳۰۰). سده‌های میانی میانه، در پی (سده‌های میانی آغازین، و پیش از سده‌های میانی پایانی که برابر با عرف معمول، در ۱۵۰۰ پایان می‌یابد، قرار دارد.
هدف از ایجاد این دسته‌بندی ارائهٔ گروه‌بندی کران‌دارتری از پیش‌آمدها، شخصیت‌ها، و موقعیت‌ها به گونه‌ای نمایان‌تر و شناخت پذیرتر، از دسته‌بندی سنتی و کلی «قرون وسطی» یا «سدهٔ میانه» است. در این بخش‌بندیِ سه‌گانه؛ (سده‌های میانه آغازین، سده‌های میانی میانه، و سده‌های میانه پایانی یا اواخر قرون وسطی)، یک بخش لزوماً گسترهٔ زمانی بیش‌تری از دیگری داشته‌است.
روند کلیدی اجتماعی-اقتصادی تاریخی در سده‌های میانی میانه، افزایش سریع جمعیت در اروپا بود، که دگرگونی بزرگ اجتماعی و سیاسی سدهٔ بعد؛ رنسانس سدهٔ ۱۲ را در پی داشت، و از جمله نخستین تحولاتش، مهاجرت روستاییان به شهرها و گسترش شهرنشینی را به ارمغان آورد. با فرارسیدن سال‌های ۱۲۵۰، افزایش شدید جمعیت تا حد زیادی به رشد اقتصاد اروپا کمک کرد، تا آنجا که به سطحی رسید که تا سدهٔ ۱۹ دوباره چنان رشدی در منطقه‌ای دیده نشد. این روند در سده‌های میانهٔ پایانی با یک سری از فجایع گوناگون، به ویژه اپیدمی مرگ سیاه و جنگ‌های متعدد و رکود اقتصادی تحت تأثیر قرار گرفت.
از بعد سیاسی و بین‌المللی این سده‌ها با جنگ‌های صلیبی و قدرت گرفتن فئودال‌ها در قالب دولت‌های محلی همراه بود. به جهت دینی جایگاه کلیسای کاتولیک تقویت شد و سازمان آن توسعه یافت. مسیحیت در اروپا گسترش و در شمال اروپا نیز مردم مسیحی شدند. به جهت هنری سبک گوتیک رایج شد. در حوزه علمی انتقال علوم و فنون از جهان اسلام آغاز شد و نهضت ترجمه رونق گرفت. همچنین نخستین دانشگاه‌ها با حمایت کلیسا ایجاد شد. با بهره‌گیری از منابع فلسفی جهان اسلام و بیزانس، فلسفه مجدداً رونق گرفت تا الهیات از ایمان مسیحی پشتیبانی کند.

## واژه‌شناسی و دوران‌شناسی
قرون وسطی یکی از سه دورهٔ اصلی در تقسیم‌بندی تاریخ اروپا محسوب می‌گردد. این سه دوره شامل دوران‌های تمدن‌های باستانی یا اروپای عصر باستان؛ قرون وسطی و دوران مدرن است.
نویسندگان قرون وسطایی تاریخ را به دوران‌هایی همانند «شش دوران» یا «چهار امپراتوری» تقسیم می‌نمودند و در این تقسیم‌بندی، دوران خود را آخرین دوره پیش از پایان جهان در نظر می‌گرفتند. آن‌ها هنگام اشاره به دوران خود از واژه «مدرن» استفاده می‌نمودند. در دهه ۱۳۳۰ م، انسان‌شناس و شاعری به نام فرانچسکو پترارک، زمان‌های پیش از ظهور مسیح را به عنوان، آنتیکوآ (و یا "باستان") و دوران مسیحی را به عنوان دوران نُووآ (و یا "نو") تقسیم نمود. لئوناردو برونی نخستین تاریخ‌نگاری بود که از دوره‌های سه‌گانه در کتابش به نام تاریخ مردم فلورانسی (۱۴۴۲ م) استفاده نمود. برونی و تاریخ‌نگاران بعدی با این استدلال که ایتالیا از هنگام پترارک تغییر نموده و بهبود یافته، دورهٔ سومی به دو دوره‌ای که پترارک نام برده بود، افزودند. واژه «قرون وسطی» برای نخستین بار در اسناد لاتینی سال ۱۴۶۹ م و به عنوان media tempestas یا «فصول میانی» ظاهر گردید. در نخستین بارهایی که این واژه بکار رفته‌است، تفاوت‌های زیادی موجود است همانند medium aevum یا «قرن میانی» که نخستین بار در ۱۶۰۴ م ثبت شده و media saecula یا «قرون وسطی» که نخستین بار در ۱۶۲۵ م ثبت گردیده‌است. لفظ جایگزین "medieval" (و یا گاهی "mediaeval" یا "mediæval") از واژهٔ medium aevum مشتق گردیده‌است. دوره‌بندی سه‌گانه پس از تاریخ‌نگاری آلمانی در قرن هفدهم به نام کریستوف کلاریوس، به مرسوم گردید و رواج یافت و برطبق آن تاریخ به سه دورهٔ باستان، میانی و مدرن تقسیم گردید.
نقطه آغاز قرون وسطی به‌طور عام در حدود سال ۵۰۰ میلادی پذیرفته شده‌است، با تاریخ دقیق سال ۴۷۶ م که نخستین بار به‌وسیلهٔٔ برونی تعیین گردید. تاریخ‌های دیگری که برای سرآغاز این دوران، اغلب در مناطق بیرونی‌تر اروپا تعیین شده‌اند. در کل تاریخ پایان قرون وسطی برای اروپا سال ۱۵۰۰ م در نظر گرفته می‌شود، اگرچه هیچ توافق جهانی برای تعیین این تاریخ وجود ندارد. گاهی بسته به نوع اتفاقات، زمان وقوع رویدادهایی همانند سقوط قسطنطنیه به‌وسیلهٔٔ ترکان عثمانی در ۱۴۵۳ م، نخستین سفر دریایی کریستف کلمب به قاره آمریکا در ۱۴۹۲ م، یا آغاز فرایند اصلاحات پروتستانی در ۱۵۱۷ م به عنوان تاریخ پایان قرون وسطی در نظر گرفته شده‌است. تاریخ‌نگاران انگلیسی اغلب رویداد نبرد بازورث فیلد، در ۱۴۸۵ را برای پایان این دوره در نظر می‌گیرند. برای اسپانیا، تاریخ‌هایی که معمولاً استفاده می‌شوند شامل: مرگ پادشاه فرناندوی دوم، پادشاه آراگون در ۱۵۱۶ م، مرگ ملکه ایزابل یکم، ملکه کاستیا در ۱۵۰۴ یا تسخیر گرانادا در ۱۴۹۲ هستند. تاریخ نگاران کشورهایی که در آن‌ها گویش‌وران رومی زندگی می‌کنند تمایل دارند تا دوران قرون وسطی را به دو قسمت تقسیمم کنند: قسمت‌نزدیکتر را "High" و دیگری را "Low" نام نهادند. تاریخ‌نگاران انگلیسی زبان، همانند همتایان آلمانی‌شان، عموما قرون وسطی را به سه بخش تقسیم می‌کنند: "Early" ,"High" و "Late". در سده نوزدهم، سراسر قرون وسطی را اغلب با نام «دوران تاریکی» مورد اشاره قرار می‌دادند، اما با رواج تقسیم‌بندی سه‌گانه، استفاده از این واژه در میان تاریخ‌نگاران، منحصر به قرون وسطی آغازین گشت.

## حوادث سیاسی و تاریخی

### بریتانیا
با آغاز سده ۱۱ میلادی، انگلستان طی تهاجم اقوام دان، تحت کنترل مردمان اسکاندیناوی به رهبری کانوت بزرگ قرار گرفت اما این سلسله نتوانست مدت زیادی دوام بیاورد و در سال ۱۰۴۲، ساکسون‌ها بار دیگر به رهبری ادوارد معترف توانستند حکومت انگلستان را اعاده کنند. پس از مرگ ادوارد، هارولد گادوینسن هارولد از اعضای خاندان اشرافی ساکسون به پادشاهی رسید تا وی درگیر نزاعی با ویلیام، دوک نورماندی که دعوی حکومت داشت، شود.
همزمان با قدرت رسید هارولد در انگلستان، ویلیام، دوک نورماندی که رابطه خانوادگی با ادوارد معترف داشت، مدعی پادشاهی و تاج و تخت انگلستان شد؛ بنابراین در سال ۱۰۶۶ به همراه نیروی عظیم خود، عازم جزیره انگلستان شد تا در ۱۴ اکتبر ۱۰۶۶ با هارولد در هستینگز روبه‌رو شود. طی این جنگ که به نبرد هستینگز معروف است، ویلیام توانست با کمک سواره‌نظام قدرتمند و سنگین خود، هارولد شکست دهد. اگرچه لشکرکشی ویلیام ۵ سال طول کشید تا وی توانست تمامی ساکسون‌ها را سرکوب و تابع خود کند، اما وی پس از تسخیر لندن پس از نبرد هستینگز، تاج‌گذاری کرد و خود را پادشاه مطلق انگلستان و نورماندی اعلان کرد. پس از وی، پسرش، هنری یکم راه تثبیت قدرت پادشاهی را در پیش گرفت که در این راه موفق شد پادشاهی انگلستان را تثبیت کند، اما در اواخر حکومت وی، انگلستان درگیر جنگ‌های داخلی شد.
با به قدرت رسیدن هنری دوم، نخستین پادشاه از دودمان پلانتاژنه، وی توانست در نخستین گام به جنگ‌های داخلی پایانی داد و در ادامه موفق به فتح ایرلند که تحت کنترل سلت‌ها بود، شد. وی علاوه بر پادشاه انگلستان و نورماندی، توانست بر دوک‌نشین آنژو مسلط شود و ازدواج وی با الینور، دوشس آکیتن، هنری را به دوک‌نشین آکیتن رساند تا امپراتوری آنژوین به قدرتی بزرگ تبدیل شود. هرچند که تسلط انگلستان بر این اراضی، اسباب درگیری و جنگ بین حکومت را به‌خصوص با به قدرت رسیدن فیلیپ دوم، پادشاه فرانسه که خواهان بازپس‌گیری اراضی فرانسوی بود، فراهم آورد.
با وجود قدرتمندی و گستردگی قلمروی انگلستان، این پادشاهی در زمان هنری دوم، ریچارد یکم و جان درگیر شورش و عصیان بارون و اشراف شد که هرچند، این عصیان‌ها در عهد هنری و ریچارد سرکوب شد، اما در آخر در عهد جان، بارون‌ها توانستند خواسته خود به کرسی بنشانند و نخستین نبرد بارون‌ها، پادشاه انگلستان، جان، را مجبور به امضا کردن قرارداد مگناکارتا یا منشور کبیر که با هدف محدود کردن قدرت شخص پادشاه تدوین شده بود، کنند تا نخستین پادشاهی مشروطه شکل گیرد. پس از جان، هنری سوم به قدرت رسید که فاقد دانش سیاسی و نظامی کافی بود. طی دوران وی، افسار پادشاهی پلانتاژنه از دست وی رها شد و در نتیجه نتوانست بارون‌ها قلمرو خود را کنترل کند اما در دوره پادشاهی ادوارد یکم، پادشاه انگلستان بار دیگر بر بارون‌های قلمرو خود مسلط شد. طی دوره ادوارد یکم، انگلستان روند یکپارچگی بریتانیا را آغاز نمود و توانست پس از شکست پادشاهی گوینز بر ولز مسلط شود، اما تلاش‌های وی در شکست دادن پادشاهی اسکاتلند بی‌نتیجه ماند تا فقط پیش‌درآمد جنگی بزرگ و درازمدت بین انگلستان و اسکاتلند را آغاز کند.

### فرانسه
پس از حملات وایکینگ‌ها به قلمرو امپراتوری کارولنژی و تقسیم این امپراتوری به قدرت‌های محلی کوچک، خاندان کاپتی در اواخر قرن دهم، قدرت را در اطراف سرزمین‌های پاریس یا ایل دو فرنس به‌دست گرفتند. با این حال در بازپس‌گیری قلمرو فرانک باختری ناکام ماندند و نتوانستند اشراف این مناطق را به‌طور کامل تابع خود کنند؛ به همین خاطر شاهان این سلسله رسماً خراجگزار دوک‌های نورماندی، بریتانی، بورگوندی و آکیتن و کنت‌نشین‌های فلاندر، مین، آنژو، بلوآ و تولوز محسوب می‌شدند. با این حال این وضع در خاندان کاپتی ماندگار نشد و لوئی ششم ملقب به چاق و فربه و پسرش لوئی هفتم، این شرایط را دگرگون و عوض کردند و مانع از دست رفتن سلطنت خود شدند. این شاهان علاوه بر کنترل اوضاع داخلی، توانستند روابط و مناسبات نزدیکی با دستگاه پاپ ایجاد کنند تا از حمایت آن‌ها برخوردار شوند؛ بنابراین طی قرون ۱۲، شاهان کاپتی فرانسه توانستند سرزمین‌های اطراف ایل دو فرانس را یکپارچه و سلطنت را حفظ کنند تا طی قرن ۱۳، رفته رفته ثمر تلاش‌های خود را ببینند.
اواخر قرن ۱۲، فیلیپ آگوستوس پسر لوئی هفتم، در سن ۱۶ سالگی به قدرت رسید. وی طی حکومت خود به این نتیجه رسید که تا زمان برچیده نشدن قدرت پادشاهان پلانتاژنه انگلستان در فرانسه، خاندان در رسیدن به خواسته خود یعنی یکپارچه کردن فرانک باختری ناکام خواهد ماند؛ بنابراین جنگی علیه هنری دوم و پسرانش آغاز کرد و موفق شد قلمروی پادشاهی فرانسه را چهار برابر کند و قدرت فرانسه را وسعت بخشد. پادشاهان بعد از فیلیپ دوم نیز همچنان سرزمین‌های دیگری از طریق خرید اراضی یا ازدواج به قلمروی سلطنتی افزودند، در حالی که فیلیپ دوم با جنگ به گسترش قلمرو فرانسه پرداخته بود.
در سال ۱۲۲۶، لوئی نهم به پادشاهی فرانسه رسید که به واسطه عدالت در نزد مردم و حضور در جنگ‌های صلیبی، به سنت لوئی یا لوئی قدیس مشهور شد. در زمان وی، برای نخستین بار در فرانسه، دادگاه سلطنتی که به پارلمان پاریس معروف و مشهور بود، تشکیل شد تا به شکایات و سوءاستفاده نزدیکان دربار پادشاهی رسیدگی شود. فرانسه، طی دوره بعد از لوئی نهم، سیاست‌های تمرکزگرایی خود را به‌خصوص در دوره فیلیپ چهارم ادامه داد و طی دوره پادشاهی فیلیپ چهارم بود که مجلس اتاژنرو یا مجلس فرانسه پایه‌ریزی شد تا بر وضع مالیات و تغییر قوانین نظارت کنند. تشکیل مجلس در فرانسه دال از رشد حقوق رومی در اروپا پس از بازگشت میراث کلاسیک بود؛ به خصوص با تأسیس دانشگاه پاریس طی قرن ۱۲ و ۱۳، این روند رشد، شتاب بیشتری گرفت. با این حال فرانسه طی قرن ۱۳ و ۱۴ به واسطه تلاش فیلیپ دوم و جانشینانش، تبدیل به قدرتمندترین حکومت طی قرون وسطی میانه شد.

### آلمان و ایتالیا
پس از فروپاشی امپراتوری کارولنژی، شاهان ساکسون در قرن ۱۰ میلادی متصرفات خود را در پادشاهی آلمان گسترش دادند و امپراتوری کارولنژی را احیا نمودند. در سال ۱۰۲۴، سلسله جدیدی به نام پادشاهان زالیان با انتخاب کنراد دوم، زمامداری پادشاهی آلمان را آغاز کرد. کنراد و جانشینانش هاینریش سوم و هاینریش چهارم، پادشاهی را قدرتمندتر کردند و با لشکرکشی به داخل ایتالیا، امپراتوری قدرتمندی خلق کردند، اما مشکلات مربوط به میراث و مناقشه خلعت‌پوشی، مانع جدی بر سر راه آن‌ها بود.
پادشاهان آلمان کوشیدند با استفاده از موقعیت خود به عنوان امپراتور و تسلط بر منابع ایتالیا بر قدرت خود بیفزایند که نمونه آن اتوی سوم بود که بیشتر وقت خود را با سکونت در رم و تلاش برای تبدیل آن به پایتخت امپراتوری گذارند. ولی پس از مرگ وی در سال ۱۰۰۲، قدرت سیاسی متمرکز در ایتالیا از بین رفت، بنابراین اشراف بانفوذ تلاش کردند بر شمال ایتالیا مسلط شوند؛ ایتالیای مرکزی همچنان در کنترل دستگاه پاپی باقی ماند و جنوب نیز محل درگیری بین لمباردها، بیزانسی‌ها و مسلمانان شد. اما با ظهور خاندان نورمن که اصالتی اسکاندیناوی داشتند وارد صحنه جنوب ایتالیا شدند و با کمک پاپ توانستند سیسیل و ناپل را فتح و پادشاهی سیسیل را تأسیس کنند. با وجود تشکیل پادشاهی نورمن در جنوب ایتالیا، قلمروی آن‌ها خارج از ادعای شاهان آلمانی بود؛ اما شاهان سالیان تلاش خود را برای اعاده امپراتوری متوقف نکردند. شهرهای شمال ایتالیا نیز تا قرن ۱۲، حکومت و تسلط اسقفان برانداختند و خود مستقل شدند.
با مرگ لوتار سوم در سال ۱۱۵۲ و به قدرت رسیدن فریدریش یکم معروف به بارباروسا از اربابان سوابین، شاخه‌ای از خاندان هوهنشتاوفن در آلمان به قدرت رسید. فریدریش پس از تثبیت اوضاع داخلی پادشاهی، توجه خود را معطوف به ایتالیا کرد تا نوع جدیدی از امپراتوری را خلق کند؛ بنابراین به همراه ارتش خود عازم جنوب شد و به سهولت توانست به پیروزی برسد اما مخالفت دستگاه پاپ و دول مستقل شمال ایتالیا با توسعه‌طلبی فریدریش، منتج به تشکیل اتحادیه‌ای موسوم به لمبارد شد که این اتحادیه در سال ۱۱۷۶، موفق شد قوای فریدریش را شکست دهد و وی را وادار به مذاکره کند. پس از مذاکره توافق شد تا شهرهای عضو اتحادیه، استقلال خود را حفظ کنند اما در عوض خراج سالانه‌ای به امپراتور آلمان بپردازند. همچنین با وصلت پسرش، هاینریش ششم با وارث پادشاهی نورمنی در جنوب ایتالیا، کوستانزا، ملکه سیسیل، رؤیای وی برای تشکیل امپراتوری به حقیقت نزدیک شد اما مرگ وی در جریان جنگ سوم صلیبی در آناتولی و عدم قدرت کافی فرزندان و جانشینانش، اسباب فروپاشی امپراتوری فراهم شد. با این حال با به سلطنت رسیدن نوه فریدریش یکم، فریدریش دوم، وی ابتدا پادشاه سیسیل و سپس پادشاه آلمان شد، توانست بار دیگر قدرت را به امپراتوری و خاندان هوهنشتاوفن بازگرداند. وی همچون فردریک بارباروسا، درصدد تأسیس دولت متمرکز بر ایتالیا برآمد اما توجه بیش از حد وی به ایتالیا سبب غافل شدن وی از اوضاع آلمان شد تا مشکلات در این قلمرو ایجاد شود که مرگ فریدریش دوم آن را تشدید کرد.
ایتالیا پس از مرگ فریدریش در آشوب سیاسی فرورفت در حالی که دستگاه پاپ، کنترل مرکز ایتالیا بر عهده داشت، شهرهای بزرگ و کوچک شمال ایتالیا از ضعف امپراتوری بهره بردند و دولت‌شهرهای قدرتمندی به وجود آوردند؛ جمهوری جنوا در سال ۱۲۸۴ با شکست بر نواحی اطراف خود مسلط شد، فلورانس، توسکانی در دست گرفت و دوک‌نشین میلان با رهبری خاندان ویسکونتی، بر منطقه لمبارد مسلط شد اما قدرتمندترین دولت‌شهر شمال ایتالیا، جمهوری ونیز بود که پس از جنگ صلبی چهارم و ضعف امپراتوری، دامنه نفوذ خود را در مدیترانه و شمال شرق ایتالیا گسترانده بود.
با وجود ضعف خاندان هوهنشتاوفن در آلمان، این خاندان در سیسیل با قدرت حکومت می‌کردند که پاپ برای برانداختن آن‌ها به فرانسه تحت حاکمیت لوئی نهم رو آورد. شارل د آنژو، برادر پادشاه فرانسه، به جنوب ایتالیا در سال ۱۲۶۶ حمله کرد و توانست این خاندان را شکست دهد اما حکومت وی دوام نیافت، زیرا در نتیجه قیام وسپرزهای سیسیلی در سال ۱۲۸۲، پادشاه پادشاهی آراگون، جزیره سیسیل را فتح کرد، ولی همزمان خاندان آنژوین‌ها کنترل پادشاهی جنوب ایتالیا موسوم به پادشاهی ناپولی را برای خود حفظ کردند.

### اسپانیا

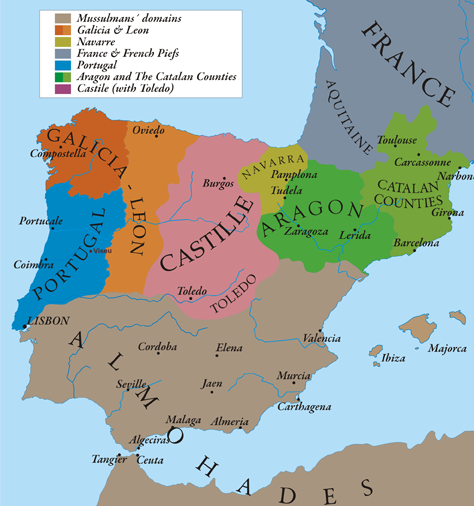
شبه‌جزیره ایبری در قرن ۱۳ میلادی

از قرن ۸ میلادی تا اوایل قرن ۱۰ میلادی، بخش اعظمی از سرزمین اسپانیا (اندلس) تحت حاکمیت دولت و امارت‌های اسلامی بود و به واسطه سیاست‌های حکام مسلمانان، اسپانیا به شکوفایی در قرون وسطی رسید؛ قرطبه، مرکز علم و دانش شد، کشاورزی و صنایع وابسته به آن رونق گرفت و اسپانیا به دلیل داشتن چرم، فولاد، پشم و کاغذ عالی، در اروپای قرون وسطی مشهور شد. اما این روند رو به رشد دوام نیافت و همراه با ضعف دولت‌های اسلامی در قرن ۱۱، شماری از پادشاهی‌های کوچک مسیحی همچون لئون، کاستیا ناوار، آراگون و بارشلونه (کنت‌نشین بارسلون) شکل گرفت.
اختلافات درونی دول اسلامی در اسپانیا و حمایت فرانسه از پادشاهی‌های کوچک برای بازپس‌گیری کامل اسپانیا، منتج به آغاز جنگی معروف به بازپس‌گیری اندلس (reconquista) شد که علاوه بر صبغه سیاسی، رنگ و بوی مذهبی نیز به خود گیرد. با آغاز جنگ، فتوحات مسیحیان به واسطه عدم اتحاد پادشاهی‌های سرعت کندی داشت اما طی قرن ۱۲، اتحادیه بین پادشاهی‌ها برای بیرون کردن مسلمانان شکل گرفت؛ با این حال، بازپس‌گیری ادامه یافت تا پادشاهی پرتغال بعد از فتح لیسبون طی قرن ۱۲ شکل گرفت. سرانجام پس از ۵ قرن نبرد میان مسیحیان و مسلمانان در اسپانیا، با تسخیر گرانادا در سال ۱۴۹۲، مسیحیان موفق به بیرون راندن مسلمانان از شبه‌جزیره ایبری شدند.

### پرتغال
در سال ۱۰۹۵، کنت هانری دو بور گونی، یکی از شهسواران صلیبی در اسپانیا، به حدی رضایت خاطر آلفونسوی ششم، پادشاه لئون و کاستیا را جلب کرد که پادشاه دختر خویش ترزا، کنتس پرتغال را به زنی وی داد و ضمناً ایالتی از توابع لئون را که پرتغال نام داشت به رسم تیول‌نشین و به اسم جهیزیه عروس به هانری بخشید و این سرزمین فقط سی و یک سال پیش از این تاریخ از چنگ مسلمانان اسپانیا بیرون آورده شده بود، و هنوز مورها بر ناحیه جنوب رود موندگو حکومت می‌کردند.
کنت هانری آدمی نبود که تابع کسی شود و به هیچ چیز کمتر از عنوان پادشاه راضی باشد؛ به همین سبب از وقتی که خطبه عقد ازدواج جاری شد، وی و زنش بنای توطئه را نهادند تا آن تیول را به مملکت مستقلی مبدل کنند.
هنگامی که هانری در سال ۱۱۱۲ گذشت، ترزا همچنان به کوشش خود در راه حصول استقلال ادامه داد. وی به نجبا و واسال‌های خویش تعلیم داد که قضایا را به معیار آزادی ملی بسنجند؛ و شهرهای خود را به ایجاد دژها، تحکیم مواضع، و فراگرفتن رموز جنگ تشویق کرد. این زن در جنگ شخصاً سردار لشکریان خود بود و در خلال جنگ‌ها رامشگران، شعرا، و عاشقان را به دور خویش جمع می‌کرد. ترزا شکست خورد، به اسارت درآمد، آزاد شد، و دوباره به قلمرویش برگشت.
مبالغ زیادی از عواید ملک را در راه عشقی نامشروع صرف کرد؛ او را از مقامش منفصل کردند، با دلداده خود جلای وطن گفت، و در گوشه فقر جان داد. بر اثر الهامات و کارهای مقدماتی ملکه ترزا بود که پسرش آفونسوی یکم، ملقب به انریکوئس مقاصد و نیات مادر را عملی کرد. آلفونسوی ششم، پادشاه لئون و کاستیا، نوید داد که به شرطی که انریکوئس اراضی جنوب رود دورو را از چنگ مورها بیرون آورد، وی را پادشاه مستقل تمامی آن نواحی بشناسد. آلفونسو انریکوئس با تمام شجاعت بی ملاحظه پدر، و زنده دلی و خیره‌سری مادر، بر مورها هجوم برد و آن‌ها را در محل اوریکه شکست داد و خود را شاه پرتغال خواند. اشراف و اعاظم دو کشور هر دو پادشاه را تشویق کردند که مرافعه خود را به پاپ اینوکنتیوس دوم احاله کنند. پاپ در این مرافعه حق را از آن کاستیا دانست. آلفونسو انریکوئس، برای آنکه این تصمیم را خنثی کند، حاضر شد که سلطنت جدید پرتغال را به رسم تیول‌نشینی از آن پاپ بداند و شخص پاپ را سرور خود بشناسد. پاپ جدید آلکساندر سوم این پیشنهاد را پذیرفت و انریکوئس را شاه پرتغال شناخت، به شرطی که وی همه ساله مبلغی به عنوان خراج به مقر پاپ در رم بفرستد.
بعد از این معامله، آلفونسو انریکوئس بار دیگر به جنگ با مورها مشغول شد، دو شهر سانتارم و لیسبون را تسخیر کرد، و حوزه قلمرو خویش را تا رود تاگوس بسط داد. در دوران سلطنت آلفونسو سوم، مملکت پرتغال به حدود کنونیش رسید، و شهر لیسبون واقع در مصب رود تاگوس، که موقعیت سوق‌الجیشی مهمی داشت، بندر مهم و پایتخت پرتغال شد.

### اسکاندیناوی
ممالک اسکاندیناوی در شمال اروپا پیش از سال ۱۰۰۰ میلادی سازمان سیاسی و اداری چندانی نداشتند. اگرچه راهبان سال‌های پیشین و اوان سال ۸۲۶ به صورت مبلغان مذهبی به سرزمین‌های شمالی رفته بودند لکن تا نیمهٔ سدهٔ دهم و نیمهٔ اول سدهٔ یازدهم پادشاهی‌های اسکاندیناوی ــ دانمارک، نروژ و سوئد ــ صاحب ساختار سیاسی ملموسی نشدند. در چنین زمانی مردم این سه قلمرو پادشاهی با تشویق شاهان خود که وجود کلیسای سازمان یافته را برای تشکیل کشور منسجم خویش ضروری می‌دیدند، به مسیحیت گرویدند. گرچه مذهب بت‌پرستی مخصوصاً در سوئد دوام آورد، با این حال تا سدهٔ دوازدهم عموماً مسیحیت پذیرفته شد اما دین مسیحیت نتوانست تمایلات جنگجویی اقوام اسکاندیناوی را از میان بردارد. نه‌تنها این سه پادشاهی در سده‌های یازدهم و دوازدهم با یکدیگر می‌جنگیدند بلکه خاندان‌های رقیب در هر سه کشور دائم بر سر تاج و تخت در حال ستیزه بودند. همچنین در این دوره طبقهٔ اشراف زمیندار هم ظاهر شد و رشد کرد.

### گرجستان

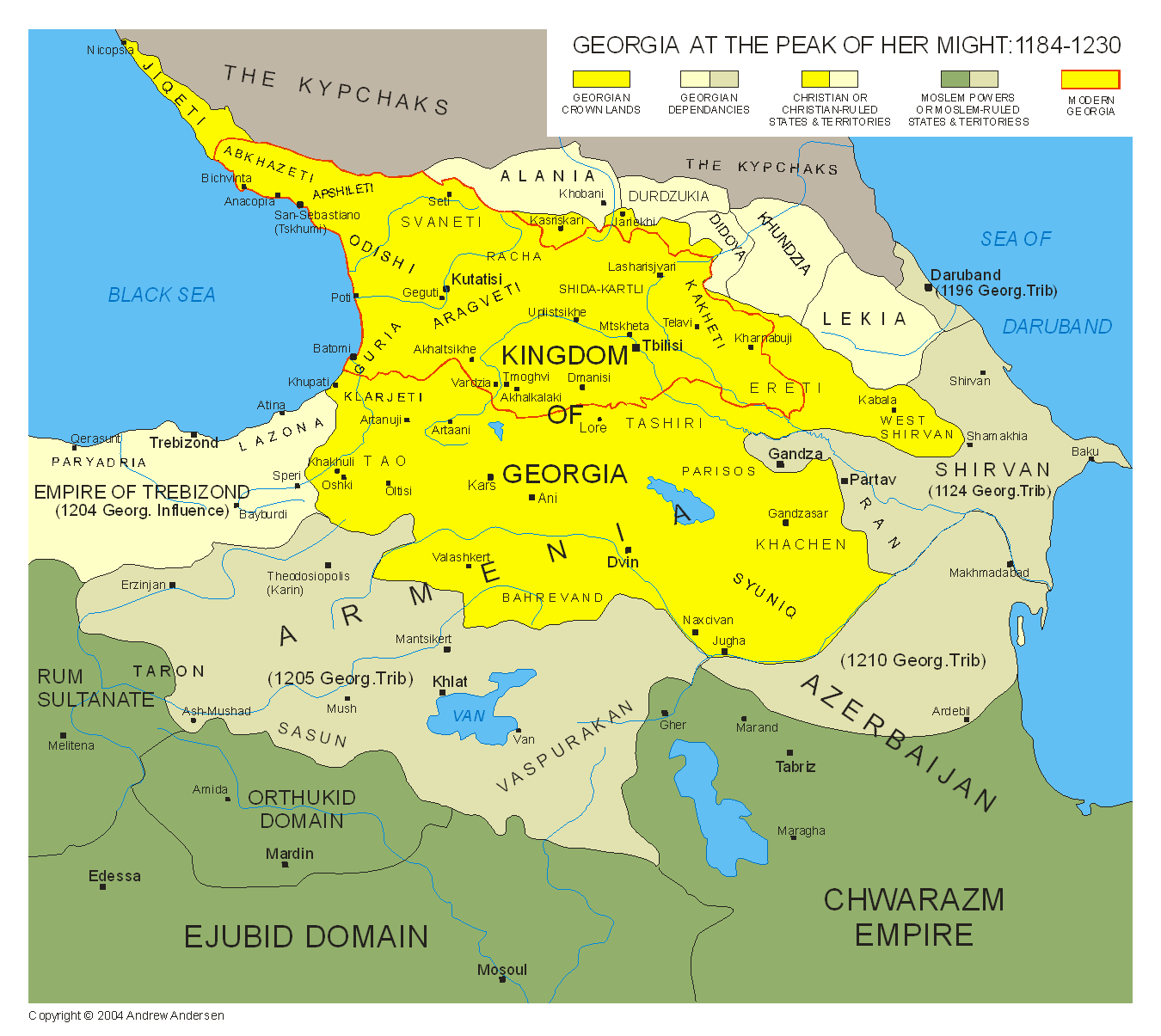
گرجستان و خراجگذارهای آن

در قرن ۱۱ میلادی وابستگی پادشاهی متحد گرجستان به امپراتوری سلجوقی کاملاً قطع شد. با به سلطنت رسیدن داویت چهارم در سال ۱۰۸۹ میلادی عصر طلایی گرجستان آغاز شد. داویت چهارم در طول حکومت خود به حضور بیست سالهٔ سلجوقیان در گرجستان پایان داد و پس از اخراج سلجوقیان از گرجستان، اقداماتی انجام داد که به لقب سازنده دست یافت. در سال ۱۱۲۵ میلادی، داویت چهارم در گذشت. پس از درگذشت داویت چهارم، دمتری یکم به قدرت دست یافت. در طول حکومت‌های دمتری یکم (۱۱۲۵ تا ۱۱۵۶)، گیورگی سوم (۱۱۵۶ تا ۱۱۸۴) و ملکه تامار (۱۱۸۴ تا ۱۲۱۳) پادشاهی متحد گرجستان در مسیر پیشرفت قرار داشت.
پادشاهی متحد گرجستان، در عصر طلایی خود تبدیل به یکی از برجسته‌ترین کشورهای مسیحی شد و گسترهٔ قلمرو آن به بیشترین اندازهٔ خود رسید که از قفقاز شمالی تا ایران شمالی، و از دریای سیاه تا دریای خزر امتداد داشت. از مهم‌ترین رویدادهای علمی، فرهنگی و مذهبی آن دوران می‌توان به تأسیس و فعالیت مراکز علمی و فرهنگستان‌های گلاتی، ایقالتو و گرمی در داخل خاک گرجستان، صومعه ایویرون در کوه آتوس و صومعه صلیب در فلسطین اشاره کرد. منظومهٔ پلنگینه پوش اثر شوتا روستاولی را نیز می‌توان مهم‌ترین رویداد ادبی آن دوران دانست.
خوارزمشاهیان در سال ۱۲۲۵ میلادی و مغول‌ها در ۱۲۳۶ میلادی با حمله به گرجستان به عصر طلایی آن پایان دادند و مغول‌ها در گرجستان سلطه یافتند، در پی آن، گرجی‌ها مبارزاتی علیه سلطهٔ مغول در گرجستان آغاز نمودند که کمتر از یک قرن طول کشید و با شدت و ضعف‌هایی نیز همراه بود. اگر چه این مبارزات در بلند مدت به پیروزی رسید اما در کوتاه مدت باعث تجزیهٔ موقت پادشاهی متحده به دو پادشاهی شد به‌طوری‌که گروهی جاه طلب از شاخه‌ای فرعی از سلسلهٔ باگراتیونی‌ها پادشاهی ایمرتی را تشکیل داده و بر آن حکومت کردند (گرچه در برهه‌هایی نیز قلمرو پادشاهی ایمرتی به عنوان بخشی از پادشاهی متحد گرجستان تحت حکومت دولت مرکزی قرار می‌گرفت).

### مجارستان
نخستین شاهان مجارستان از دودمان آرپاد بودند. بنیادگذار این دودمان آرپاد بود که توانست مجارها را در جلگه پانونی در پیرامون ۸۹۵ میلادی به زیر یک پرچم درَآورد. نخستین پادشاه مسیحی مجارستان از این دودمان ایشتوان یکم بود که از سوی کلیسای کاتولیک یک قدیس شناخته‌می‌شود. کلیسای کاتولیک در زمان این پادشاه نیز در کنار شوالیه‌های آلمانی پشتیبان این پادشاه و هواخواهان مسیحیش بودند و هدفشان هم ایجاد یک دولت مقتدر در اروپای مرکزی بود. با مرگ ایشتوان یکم مجارستان دچار آشفتگی شد و در این میان امپراتوری مقدس روم کوشید تا مجارستان را به سرزمین‌های زیر فرمان خود بیفزاید، ولی در رسیدن به این خواسته ناکام ماند. تا سرانجام نوبت پادشاهی به بلای یکم رسید و مجارستان دوباره شاهد آرامش شد.

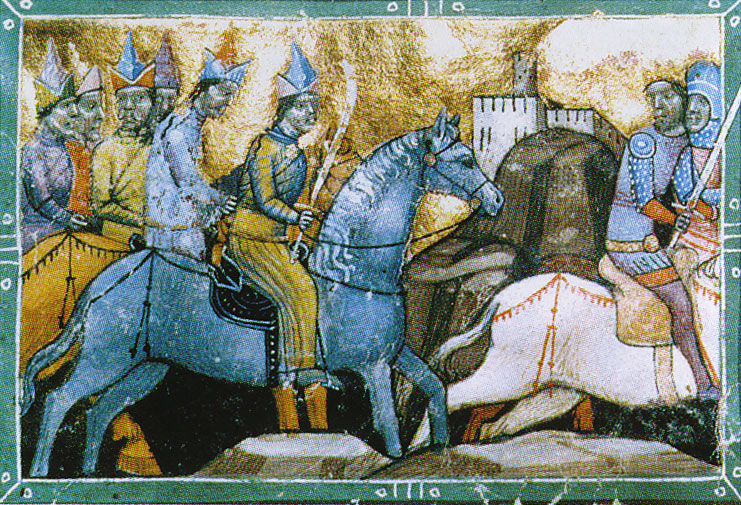
نگاره‌ای از تارش مغولان به مجارستان در ۱۲۴۱ میلادیدر

دومین شاه بزرگ مجارستان لاسلوی یکم بود. این شاه نیز از سوی کلیسای کاتولیک به مقام قدیسی رسیده‌است. او مجارستان را نیرومند و باثبات ساخت و توانست تا در ۱۰۹۱ میلادی کرواسی را به سرزمین‌های زیر فرمانش بیفزاید. او با کومان‌ها نیز جنگید و آنان را شکست‌داد. در ۱۲۲۲ یکی دیگر از پادشاهان این دودمان-آندراش دوم- با انتشار منشوری زرین قوانین تازه‌ای را بر این کشور وضع‌نمود.
در سال ۱۲۴۱ میلادی مغولها به مرزهای مجارستان رسیدند. اگرچه در برخوردهای کوچک آغازین مجارها پیروزی‌هایی به دست آوردند، ولی سرانجام مغولان در نبرد موهی ارتش مجارستان را در هم‌شکسته، مجارستان را اشغال و ویران نمودند. سه لشکر مغول مجارستان را عرصهٔ تاراج خود قرار دادند. پس از پایان حمله مغول و بازگشت آنان از مجارستان، بلای چهارم پادشاه این کشور دست به بازسازی کشور زد و مجارستان زیر رهبری او دوباره بدل به قدرتی اروپایی گشت. از این رو او را دومین بنیادگذار مجارستان خوانده‌اند. از زمان بلای چهارم این کشور با چک‌ها درگیر شد. بلا خود نتوانست در برابر آنان کاری از پیش برد، ولی یکی از جانشینانش به نام لاسلوی چهارم با همراهی نیروهای اتریشی یاورش توانست ارتش چک را شکست دهد. واپسین پادشاه دودمان آرپاد آندراش سوم بود و پس از او نسل این دودهٔ شاهی منقرض شد.
مرگ لاسلوی چهارم شارل مارتل دانژو -که مادرش ماریای مجار، شهبانوی مالت- دختر ایشتوان پنجم بود ادعای تاج و تخت مجارستان را نمود، ولی سرانجام آندراش سوم به پادشاهی رسید. با مرگ آندراش سوم مجارستان دچار هرج و مرج شد و سرانجام کاروی یکم سیزده‌ساله از دودمان کاپتی آنژو-که مادرش از تبار شاهان مجار بود- توانست بر رقیبان پیروز گشته و بر مجارستان چیرگی یابد. او توانست اصلاحاتی اقتصادی را نیز در کشور برقرار سازد و از قدرت اشراف بکاهد و مجارستان را دگرباره به نیرویی در اروپای سدهٔ سیزدهمی بدل‌سازد. پس از او پسرش لایوش یکم به پادشاهی رسید. او در ۱۳۴۷ میلادی به ناپل لشکرکشید، ولی مرگ سیاه او را به عقب‌نشینی واداشت. در ۱۳۸۲ لایوش درگذشت و چون فرزند نرینه‌ای نداشت پس از او دخترش ماریای یکم رسید.

### لهستان و لیتوانی

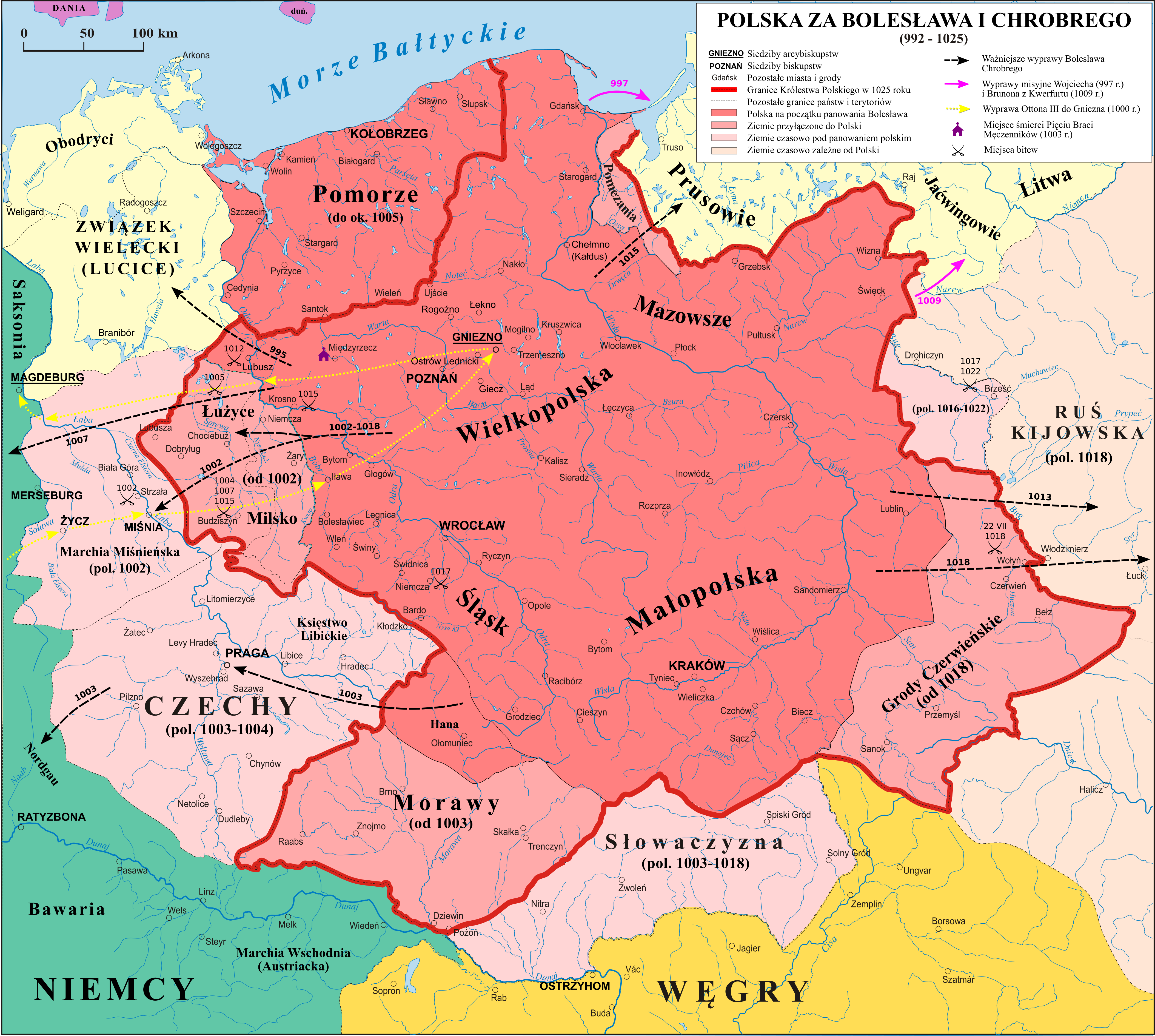
لهستان در اوایل قرن ۱۱ میلادی

لهستان بزرگ در سال ۹۶۶ میلادی توسط میزکوی اول بنا نهاده شد که متعلق به خاندان پیاسْت بود. قبایل جنوبی لهستان، لهستان کوچک را تشکیل دادند. دو لهستان در سال ۱۰۴۷ میلادی توسط کازیمیر اول با یکدیگر متحد شدند و بعد از مرگ کازیمیر سوم که در این خاندان بیشترین سهم را در توسعه و پیشرفت کشور داشت، یک شاهزاده خارجی به اسم لوئی دانژ و بعد دختر او یعنی هدویج به پادشاهی دست یافتند. هدویج با ژاژلون دوک بزرگ لیتوانی ازدواج کرد. با این ازدواج سیاسی در تاریخ لهستان، از این زمان هر دو کشور با هم متحد شدند. این دولت لهستانی - لیتوانیایی بین قرون ۱۴ تا ۱۶ میلادی به اوج اقتدار خود رسید.
پس از سلسه پیاست، سلسله ژاژلون در تاریخ لهستان برای مدت زیادی بر دو سرزمین لهستان و لیتوانی حکومت کردند و در مدت سلطنت خود با همسایگان خود یعنی ترک‌ها، فرقه سواران توتونی جنگ و درگیری‌های زیادی داشتند. کازیمیر چهارم بزرگ‌ترین پادشاه سلسله ژاژلون در قرن پانزدهم بود. این پادشاه ۱۳ سال تمام با سواران توتونی جنگ کرد و بعد از شکست دادن آن‌ها عهدنامه توران را بر آن‌ها تحمیل کرد. طبق این عهدنامه در تاریخ لهستان پروس به دو بخش تقسیم شد. بخش شرقی در دست فرقه توتونی ماند و بخش غربی در دست لهستان بود.

### بیزانس
بعد از سقوط خاندان مقدونی در سال ۱۰۵۶، مبارزه شدید داخلی بر سر قدرت میان رهبران نظامی و خاندان اشرافی بیزانس شکل گرفت. علاوه بر آن، امنیت امپراتوری بیزانس در معرض خطر و تهدید خارجی نیز قرار داشت. تأسیس پادشاهی نورمن در جنوب ایتالیا نفوذ بیزانس را در این منطقه برانداخت. در چنین ایامی نورمن‌ها به یونان حمله‌ور شدند و کنترل بیزانس را بر بالکان تهدید کردند اما پیشرفت سلاجقه به آسیای صغیر و آناتولی ــ که قلب امپراتوری بیزانس بود ــ، بزرگ‌ترین خطر را برای امپراتوری به وجود آورد. سرانجام در سال ۱۰۷۱، سپاه بیزانس تحت فرمان رومانوس چهارم در ملازگرد به سختی مغلوب قوای ترک به رهبری آلب ارسلان شد تا بخش اعظم آناتولی تحت فرمان ترکان درآید.
با فشار نورمن‌ها در غرب و شکست در ملازگرد، دیری نگذشت که سلسله جدیدی در قسطنطنیه به قدرت رسید. آلکسیوس اول کومننوس که سلسله کومننی را بنیان‌گذارد، بر نورمن‌ها در ساحل یونان در آدریانیک پیروز شد؛ پچنگ‌ها را در بالکان مغلوب ساخت و پیشروی ترکان را در آناتولی متوقف ساخت. آلکسیوس که خود به تنهایی فاقد قدرت کافی برای عقب راندن ترکان بود، دست به سوی پاپ و غرب دراز کرد. پاسخ غرب به درخواست امپراتور بیزانس، نخستین جنگ صلیبی را پی‌ریزی کرد اما روند جنگ‌های صلیبی طی جنگ اول و دوم، امپراتوری بیزانس را از این درخواست پشیمان کرد و روابط دو طرف به تیرگی گرایید تا اینکه بیزانس از کمک به صلیبیون در طول جنگ صلیبی سوم سر باز زد.
همزمان با جنگ دوم، امپراتوری بیزانس باز شاهد تغییرات درون خاندانی شد و خاندان آنجلوس به رهبری ایزاک دوم، زمام امور را در دست گرفت اما درگیری میان رهبران این خاندان بر سر قدرت سبب شد تا اقتدار امپراتوری به‌شدت تضعیف شده و خلأ قدرتی ایجاد شود، که منجر به تجزیه امپراتوری شده و وارثان سلسله کومننوس حکومت شبه مستقل امپراتوری ترابوزان را در سال ۱۲۰۴، اندکی پیش از سقوط قسطنطنیه در جنگ صلیبی چهارم، برپا کردند. با آغاز جنگ صلیبی چهارم که منجر به سقوط قسطنطنیه شد و صلیبیون پس از پایان یافتن جنگ، دولتی به نام امپراتوری لاتین را به پایتختی این شهر به وجود آوردند، که مدت نیم قرن دوام آورد. در دیگر سرزمین‌های بازمانده از بیزانس نیز سه حکومت مستقل یونانی‌تبار شکل گرفت. بخشی از اموال و سرزمین‌های امپراتوری بیزانس نیز نصیب جمهوری ونیز گردد و بدین ترتیب، ونیز با حذف رقیبش، بدل به بزرگ‌ترین قدرت تجاری مدیترانه گردید. همچنین، ضربه ای که از این جنگ به امپراتوری بیزانس وارد شد، سبب گردید که دیگر هرگز جایگاه پیشین خود را به دست نیاورد و در موضع ضعف قرار بگیرد و حتی به قدرت رسیدن خاندان پالایولوگی کمکی به حال بیزانس نکرد تا اینکه سرانجام در سال ۱۴۵۳، با محاصره و حملات ترکان عثمانی به رهبری محمد فاتح به قسطنطنیه، امپراتوری تسلیم شد و برافتاد تا این دژ مستحکم از بین بروند و راه برای ورود مسلمانان به منطقه شرقی اروپا باز شود.

### بالکان
بلغارستان، که روزگاری تحت رهبری خان کروم و سیمئون کشور نیرومندی بود، مدت ۱۶۸ سال زیر سلطه امپراتوری بیزانس باقی ماند. در ۱۱۸۶ نارضایتی نفوس بلغار و و لاک‌ها ــ یا اهالی والاکیا ــ در وجود دو برادر تجلی کرد: ایوان و پطر آسن، که هر دو معجون زیرکی و شجاعتی را که برای مقتضیات زمان و هموطنان ایشان ضرورت داشت واجد بودند. دو برادر مردم شهر تورنوو را به کلیسای قدیس دمتریوس احضار، و به آن‌ها تلقین کردند که آن مقتدای دین، دمتریوس، ناحیه تسالونیکا یونان را پشت سر نهاد تا در تورنوو اقامت گزیند. اکنون اگر مردم زیر پرچم وی جمع شوند، بلغارستان می‌تواند آزادی از دست رفته خود را به چنگ آورد. دو برادر در این مبارزه توفیق یافتند و دوستانه امپراتوری جدید را میان خود تقسیم کردند، به این نحو که ایوان شهر تورنوو و پطر پرسلاو مقر حک. کن خود ساختند. بزرگ‌ترین شاه دودمان آنها، و ضمناً شهریاران تاریخ بلغارستان، ایوان آسن دوم بود. ایوان نه فقط تراکیا، مقدونیه، اپیروس، و آلبانی را به حوزه قلمرو خویش منضم ساخت، بلکه با چنان عدالتی حکومت کرد که حتی رعایای یونانی وی نیز دوستش می‌داشتند. وی با ابراز وفاداری و ایجاد موقوفاتی برای دیرها موجبات خشنودی پاپ‌ها را فراهم آورد.
بعد از مرگ قدیس استفان در سال ۱۰۳۸، اوضاع مجارستان براثر طغیان‌های مجارهای بت‌پرست علیه سلاطین کاتولیک و مجاهدت هانری سوم برای الحاق مجارستان به خاک آلمان آشفته شد. اندراش اول هانری را شکست داد، و هنگامی که امپراتور هانری چهارم بار دیگر درصدد اجرای نیات سلف خود برآمد، شاه مجارستان، گیزا اول، با دادن مجارستان به پاپ گریگوری هفتم، و قبول آن سرزمین به عنوان تیول پاپی، اقدامات امپراتور آلمان را خنثی کرد.
در قرن دوازدهم مدعیان سلطنت مجار، با واگذاری سرزمین‌های وسیعی به اشراف در عوض جلب حمایت آنان، سبب تقویت مبانی فئودالیسم شدند، و در ۱۲۲۲ اشراف مملکت آنقدر نیرومند بودند که توانستند اندراش دوم را وادار به صدور یک منشور زرین کنند. این فرمان به طرز شایان توجهی شباهت به مگناکارتا داشت که به دست جان لکلند، شاه انگلستان در ۱۲۱۵ به امضا رسیده بود. منشور زرین اصل وراثت تیول‌نشین‌های فئودالی را رد می‌کرد، لکن وعده می‌داد که سلطان همه ساله مجلس دیتی را تشکیل دهد، هیچ‌یک از اشراف را بدون دادرسی در حضور کنت کاخ‌نشین ــ یا به عبارت دیگر، یک نفر کنت که تعلق به کاخ امپراتور داشت ـ زندانی نسازد، و از املاک اشراف یا مقامات روحانی هیچ مالیاتی نگیرد. این فرمان شاهی، که وجه تسمیه آن مهر یا جعبه زرین آن بود، مدت هفت قرن منشور آزادی طبقه اشرافی مجار شد و درست هنگامی که مغولان برای اروپا یکی از عظیمترین بحران‌های تاریخ را تدارک می‌دیدند، موجبات تضعیف حکومت پادشاهی مجارستان را فراهم آورد.

### روسیه
از قرن نهم میلادی وارگ‌ها که تیره‌ای از وایکینگ‌ها بودند به سرزمین روسیه سرازیر شدند و شهر نووگراد توسط یرودیک روریک یکی از فرماندهان وایکینگ ساخته شد. برادر رودیک، الگ شهر کیف را بنا نهاد و به عنوان پایتخت در آن فرمانروایی خود را آغاز کرد. مناطقی که تحت سلطه وارگ‌ها قرار گرفت رس یا روس خوانده می‌شد. این عنوان به تدریج به مردم ناحیه نیز اِطلاق شد. جانشینان الگ بعداً در روسیه به حکومت رسیدند و همان کسانی بودند که آیین مسیحیت را بر این کشور حاکم کردند. از جمله این جانشینان یاروسلاو بود که در تاریخ روسیه به او لقب خردمند داده‌اند. او در سال ۱۰۱۹ به حکومت رسید.
روس کی‌یف در دوران حکومت یاروسلاول خردمند در قرن یازدهم به اوج عظمت خود رسید. یاروسلاول برای توسعه فرهنگ و تحصیلات در روس تلاش بسیار کرد. وی اولین کتاب قانون روسی را تألیف کرد که نام آن روسکایا پراودا بود. بعد از مرگ یاروسلاول در سال ۱۰۵۴، روس کی‌یف فروپاشید. موقعیت کشور به‌شدت به کنترل بر راه‌های تجاری بین اروپای شرقی و بیزانس بستگی داشت و در نتیجه بسته شدن این راه‌ها بعد از حملات اقوام ترکی به نام پولوفتسی اوضاع کشور رو به وخامت رفت و با تهاجم جنگاوران صلیبی به قسطنطنیه در سال ۱۲۰۴ وضعیت بدترشد. انتقال حکومت به وارثین متعدد باعث تجزیه قدرت شد. نوه یاروسلاول به نام ولادیمیر دوم (مونوماخ) برای آخرین بار سعی کرد روس کی‌یف را متحد کند ولی بعد از مرگ وی در سال ۱۱۲۵ تجزیه قدرت ادامه یافت.
در این شرایط برخی مناطق از روس کی‌یف جدا شدند. بین آن‌ها نووگورود بیش از همه شهرت یافت و قدرتمند شد. این شهر به عنوان یک قدرت تجاری بر دیگران برتری داشت. در قرن سیزدهم نووگورود به یکی از حکومت‌های شهری اروپا تبدیل شد. کی یف در این بین اهمیت خود را از دست داد و مراکزی مانند سوزدال، ولادیمیر و بالاخَص مسکو جانشین آن شدند. هرچند رهبری این مناطق به عهده اعقاب خاندان ریوریک بود ولیکن آن‌ها اغلب در حال جنگ با یکدیگر بودند.
در بهار ۱۲۲۳ میلادی ارتش ۳۰ هزار نفره مغول‌ها سرزمین‌هایی که در کنار دریای خزر قرار داشت و همچنین منطقه قفقاز را تحت کنترل خود درآورد. با شکست ارتش ارمنی‌ها و گرجی‌ها، آن‌ها وارد شهر دربند داغستان شدند. آلان‌ها ــ آستیایی‌ها ــ از شاهان روس کمک خواستند و روس‌ها هم به درخواست آنان جواب مثبت دادند. ۳۱ مه ۱۲۲۳ در نزدیکی رود کلکا نبردی میان مغول‌ها و روس‌ها صورت گرفت که در نتیجه روس‌ها شکست خوردند. در سال ۱۲۳۶ ارتش مغول‌ها با رهبری باتی خان به منطقه کناره‌های رود ولگا حمله کردند و آن را به کنترل خود درآوردند. در ۱۲۳۷ مغول‌ها به شمال- شرق روسیه وارد شدند. در زمستان همین سال شهر ریازان را کاملاً تصرف و خراب کردند و سپس حرکتشان را به سوی مسکو ادامه دادند، در این حمله شاه ولادیمیر و تمام اهل خانواده اش توسط مغول‌ها کشته شدند.
بدین ترتیب حکومت مغول‌ها در روسیه آغاز شد. طی حکومت۸۰ ساله مغول‌ها، بارها مردم روسیه به رهبری شاهزادگان روس با آنان به نبرد پرداختند که بیشترشان با شکست روس‌ها به پایان می‌رسید. بالاخره در سال ۱۴۶۰ میلادی شاه واسیلی دوم حملاتش را از شهر نووگورود آغاز کرد و در نبرد سنگینی که با مغول‌ها داشت، موفق به شکست آن‌ها شدند.

## آب‌وهوا و کشاورزی

### شرایط جوی و جمعیت و غذا
هرچند تغییر شرایط آب‌وهوا احتمالاً از قبل از ۱۰۰۰ میلادی شروع شده شده بود، دورهٔ میان سال‌های ۱۰۰۰ تا ۱۳۰۰ میلادی با بهبود شرایط جوی همراه گردید. افزایش اندک اما قابل توجه در درجه حرارت هوا، فصل رشد نباتات را قدری طولانی‌تر و بهتر کرد؛ این افزایش دما مخصوصاً برای مناطقی همچون اسکاندیناوی اهمیت داشت که اثرا سرما در آنجا محسوس‌تر بود. در برخی مناطق همچون انگلستان که در آنجا برای محصولاتی همچون مو برای اولین بار به بار آمد که قبل از آن نیامده بود؛ که با تغییر وضعیت جوی، بعد از سال ۱۰۰۰ میلادی، محصولات کشاورزی افزایشی فوق‌العاده پیدا کرد.
همچنین در این دوران اروپا شاهد افزایش جمعیتی در حدود دو برابر بود به طوری که جمعیت اروپا از ۳۸ میلیون به ۷۴ میلیون رسید که شواهد این امر فزونی یافتن روستاهای کشاورزی و شهرهای کوچک و یزرگ و ازدیاد زمین‌های قابل کشت است. حال برخی از مورخان بر باورند که رشد جمعیت در اروپا دلایل دیگری نیز داشته‌است. یکی از علت‌های ذکر شده، افزایش امنیت ناشی از اسکان بیشتر و شرایط صلح‌آمیزتر بعد از توقف تهاجمات اولیه قرون وسطا است که در این دوره وایکینگ‌ها و مجارها مستحیل شده و پیشروی مسلمانان نیز متوقف شده بود؛ هرچند که در این دوران خشونت‌هایی نظیر دوران قبل رخ می‌داد. از دیگر علل ذکر شده، کاهش برده‌داری است زیرا داشتن زارع اجاره‌دار در مقایسه با برده‌داری از نظر اقتصادی با صرفه‌تر بود؛ به علاوه برده‌های پیشین توانستند ازدواج کنند و تشکیل خانواده دهند که این نیز موجب رشد جمعیت شد.

### کشاورزی جدید
اروپا در اوایل قرون وسطا جامعه‌ای کاملاً کشاورز بود. صدها سال، حتی در اواسط قرون وسطا که رونق فراوان تجارت و احیای زندگی در شهرهای کوچک و بزرگ موجد جامعه‌ای غربی از نوع متفاوتی گردید، باز هم اروپا جامعه‌ای کشاورزی باقی ماند؛ که احیای تجارت و حیات شهری متکی بر رشد محصولات کشاورزی بود که این دوران شاهد رونقی در کشاورزی هستیم که برخی از مورخان آن دوره را انقلاب کشاورزی گفته‌اند که خود مسبب و موجب انفجار جمعیت شد.
بهبود شرایط جوی نقش قاطعی در شرایط رشد بهتر محصولات بازی کرد، اما عامل مهم دیگری نیز در افزایش محصول کمک رساند و آن‌هم توسعهٔ زمین‌های قابل کشت بود. این توسعه اساساً در نتیجه پاک کردن نواحی جنگلی و تبدیل آن‌ها به اراضی قابل کشاورزی به دست آمد. میلیون جریب درختان جنگلی را برای تهیه سوخت و الوار جهت ساخت خانه، آسیاب، پل، قلعه نظامی، کشتی و تهیه زغال کک برای صنعت آهن قطع کردند. دهقانان برای به‌دست آوردن زمین، درخت‌ها را بریدند، باتلاق‌ها را خشکاندند و حتی در ناحیه‌ای مثل هلند، به احیای زمین از دریا رو آوردند. رهبانان مخصوصاً در توسعهٔ زمین‌های قابل کشت نقش داشتند. فرقه رهبانی سیسترسی‌ها که در سال ۱۰۹۸ تأسیس شد، خاصه در پاک کردن جنگل‌ها، خشک کردن باتلاق‌ها و خیش زدن زمین‌های جدید شوق نشان داد. اروپاییان تا سده ۱۳ میلادی آن قدر زمین به‌دست آوردند که مجموع مساحت آن برای کشاورزی بسیار بیشتر از موجودی قبلی بود و از آن پس هم وسعت اراضی کشاورزی به اندازهٔ زمین‌های این دوره نرسید. ساکنان اروپای غربی تمام زمین‌ها را به‌طور کامل زیر کشت بردند و در جستجوی اراضی جدید به سمت شرق حرکت کردند. اسکان‌نشینان ژرمنی از رودهای الب، او در و ویستول گذشتند و کوشیدند اروپای شرقی را تحت انقیاد درآورند و این کار خود را متمدن‌سازی اسلاوهای ساکن آنجا گذاشتند.
تغییرات فناوری نیز به توسعه کشاورزی کمک رساند. سال‌های اواسط قرون وسطا شاهد اختراع سیل‌آسای ابزاری شد که نیروی کار انسان را کاهش داد. ساخت بسیاری از این ابزارها به آهن احتیاج داشت که در نقاط مختلف اروپا معدن‌کاوی شد شد و به صورت ابزار درآمد و در نقاط دیگر مبادله گردید. از آهن برای ساخت شمشیر و زره و نیز داس و تبر و انواع جدید ابزار کشاورزی همچون کج‌بیل، اره، چکش و چنگک برای مقاصد ساختمانی بهره‌برداری کردند. استفاده از آهن در تکامل گاوآهن چرخدار مرسوم به کاروکا (Carruca) که در کشاورزی قرون وسطا، خاصه در شمال آلپ، تأثیر شگفت‌انگیزی نهاد، نقش مهمی بازی کرد.
اروپاییان در اواسط قرون وسطا، گذشته از کاربرد نیروی اسب، توانستند قدرت آب و باد را نیز مهار کنند و برای انجام مقاصدی به کار ببرند که قبل از آن به دست انسان انجام می‌شد. گرچه سابقهٔ اختراع آسیاب آبی به سدهٔ دوم قبل از میلاد می‌رسید اما در امپراتوری روم از آن زیاد استفاده نمی‌کردند چون آن را شغل کار بردگان و مزدبگیران می‌دانستند. در اواسط قرون وسطا توسعهٔ فلزکاری، ساختن آسیاب را آسان‌تر کرد و استفاده از آن را رواج داد. طبق گفته کتاب روز قیامت (Domesday Book)، تعداد آسیاب‌های انگلستان طی این سال‌ها به ۶۰۰۰ رسید که در کنار رودخانه ساخته می‌شدند. حتی آب‌بندها نیز برای افزایش انرژی آب ساخته شد. تحول در ساخت چرخ‌دنده به سازندگان آسیاب‌ها امکان داد تا تمام این صنعت را مکانیزه کنند. از نیروی آب در مراحل خاصی برای تهیه پارچه و نیز برای حرکت چکش اهرمی لنگردار در فلزکاری استفاده کردند. هرجا که رودخانه نبود یا ساختن آب‌بند دشوار بود، اروپاییان از آسیاب‌های بادی و انرژی باد بهره‌برداری می‌کردند. با این حال، آسیاب بادی پدیده‌ای وارداتی از ایران بوده که تا اواخر سده دوازدهم در اروپا ناشناخته بود و پس از آن در اروپا رواج پیدا کرد. قبل از اختراع ماشین بخار در سده ۱۸، آسیاب بادی و آبی مهم‌ترین وسایل مهار نیرو به‌شمار می‌رفتند که گسترش این آسیاب‌ها در توانمند کردن اروپاییان برای تولید غذای بیشتر، منجر به انقلابی در کشاورزی شد.
همچنین، تغییر نظام آیش زمین از صورت دو مزرعه‌ای به سه مزرعه‌ای، به افزایش محصول کشاورزی کمک کرد. در اواسط قرون وسطا، کشت نیمی از مزرعه و کشت نکردن نیم دیگر، برای آیش و کسب قوت، از مرسومات رایج بود، اما از آن پس ملک را به سه قسمت تقسیم کردند؛ یک قسمت را در پاییز با دانه‌های زمستانی مثل چاودار و گندم زیر کشت می‌بردند؛ در قسمت دوم دانه‌های بهاره نظیر جو دوسر و جوی معمولی و سبزی‌هایی مثل نخود و لوبیا یا عدس می‌کاشتند؛ و در قسمت سوم را برای آیش باقی می‌گذاشتند. این کار مانع از سوختن خاک شد و برداشت غله را هم به اوج خود رساند؛ و این روش تا انقلاب کشاورزی سده ۱۸ به همین صورت باقی ماند. با این حال این روش در مناطقی همچون مدیترانه و شمال اروپا، کاربردی پیدا نکرد.

## نظام ملکداری اربابی(Manorial System)

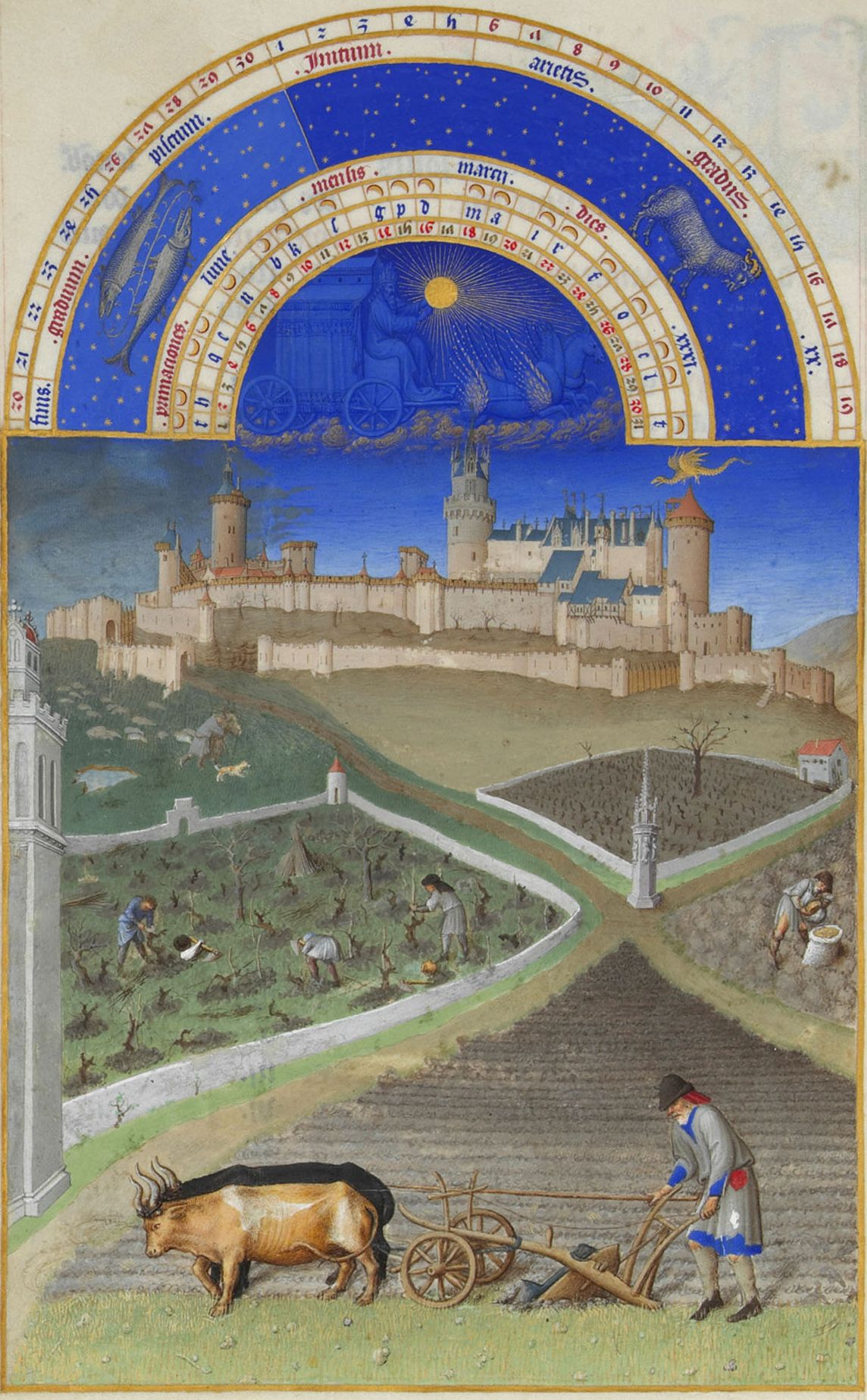
شخم‌زنی زمین در یک ملک اربابی وابسته به دوک فرانسه در مارچ ساعات خوش دوک دوبری, c.۱۴۱۰

در فاصله قرن ۸ تا ۱۱ میلادی، فئودالیسم متکی بر ملکداری اربابی شد. هرچند کشاورزان آزاد به موجودیت خود ادامه دادند، اما بسیاری از رعایای اروپای شمالی در آبادی‌های کشاورزی به عنوان سرف در قید ارباب می‌زیستند. این دسته از اربابان معیشت اقتصادی را از کار رعایای مطیع خود به‌دست می‌آوردند. رعیت هم در عوض از حفاظت ارباب برخوردار می‌شد. در اواسط قرون وسطا املاک مزروعی و اجاره‌کنندگان مقید به زمین و املاک را ملک اربابی می‌خواندند که واحد اساسی تشکیلات روستایی در آن عصر به‌شمار می‌رفت. در اغلب اوقات ملک اربابی و روستا مترادف هم بودند؛ زمین‌های کشاورزی یک آبادی معمولاً ملک مزروعی یک ارباب را تشکیل می‌داد و بعضی اوقات ملک اربابی ممکن بود، شامل دو یا چند آبادی شود، البته همواره یک قاعد رایج نبود. ملکداری اربابی از روش‌های قدیمی‌تر سر برآورد و مخصوصاً شرایط اوایل قرون وسطا آن را تقویت نمود و موجب شد تا بسیاری از کشاورزان آزادی خود را با امنیت معاوضه کنند.
نظارت در ملک اربابی حالات بسیار متفاوتی به خود گرفت. اگر ارباب یک ملک، شوالیه بود، بیشتر در همان ملک زندگی و شخصاً بر آن نظارت می‌کرد. اربابان بزرگ که املاک متعددی داشتند برای ادارهٔ آن‌ها به پیشکار یا ضابط متکی شدند. ارباب با روش‌های متفاوت، زندگی سرف‌های خود را کنترل می‌کرد و سرف می‌باید نیروی کار خود را در خدمت ارباب بگذارد و اجاره بپردازد و تابع اقتدار ارباب باشد. خدمت برای ارباب شامل کار روی زمین خالصهٔ او می‌شد که وسعت آن به یک‌سوم تا نیمی از اراضی مزروعی و پراکنده در سراسر ملک اربابیی می‌رسید (مابقی آن بین سرف‌ها تقسیم می‌شد و به آن‌ها اختصاص می‌یافت تا آن را بکارند) و نیز ساختن انبار و حفر جوی آب از جمله این خدمات بود. هرچند نوع کار از ملکی به ملک دیگر و از اربابی به ارباب دیگر تفاوت می‌کرد و معمولاً سرف متعهد می‌شد تا سه روز در هفته برای ارباب کار کند.
بسیاری از سرف‌ها اجاره را به صورت جنس، از جمله بخشی از انواع محصول به ارباب می‌پرداختند. به‌علاوه، برای استفاده از چراگاه عمومی، آب نهر، برکه و زمین جنگلی اطراف ملک می‌باید قیمتی بپردازند. بریا مثال اگر اجاره‌دار از نهر یا برکه ماهی صید می‌کرد، می‌باید بخشی از شکار خود را به ارباب بدهد. اگر گاو وی از چراگاه استفاده می‌کرد، بهای آن را به صورت پنیر یا شیر می‌پرداخت. غیر از این‌ها سرف مجبور بود عشریهٔ محصول خود را به کلیسای محلی در روستا تقدیم کند.
ارباب حقوق قانونی گوناگونی از سرف‌های خود، به دلیل موقعیت تعهدآورشان مطالبه می‌کرد زیرا سرف‌ها قانوناً به ارباب مقید بودند. برای مثال، نمی‌توانستند بدون اجازه او زمین را ترک کنند. گرچه سرف‌ها در ازدواج آزاد بودند ولی بدون اجازه ارباب روستا، نمی‌توانستند خارج از ملک اربابی همسر بگیرند. گذشته از آن، به دلیل کم بودن قدرت دولت که بخشی از ماهیت فئودالیسم بود، ارباب در گاهی بر املاک خود حقوق دولتی یا اقتدار سیاسی اعمال می‌کرد. از جمله این حقوق‌ها آن بود که ارباب می‌توانست سرف را در دادگاه خاص خود __ برای جرایم کوچک که آن را قضاوت جنحه‌ای می‌خواندند __ محاکمه کند. در واقع بیشتر سرف‌ها فقط با قوانین دادگاه ملک اربابی آشنا بودند. علاوه بر این موارد، ارباب به دلیل اقتدار سیاسی ارباب به او اجازه می‌داد تا انحصار استفاده از خدمات معینی را به خود اختصاص دهد و درآمد بیشتری به دست آورد. برای مثال، از سرف‌ها خواسته می‌شد تا غله خود را برای آرد کردن به آسیاب ارباب بیاوردند و هزینه آن را بپردازند. علاوه بر آن، این موقعیت برای دیرها و کلیساهای جامع نیز وجود داشت و صدق می‌کرد.

## ظهور شوالیه‌گری
از رسوم دیرینهٔ ابتکار نظامی اقوام ژرمن، توأم با نفوذ سواره‌نظام سنگین اسلحه از ایران و سوریه و اسپانیا و نیز پندارهای مسیحی دربارهٔ سرسپردگی و شعایر دینی بود که شوالیه‌گری، آن پدیده ناقص اما جوانمردانه، نضج گرفت و به درجهٔ کمال رسید. شهسوار شخصی بود اصیل‌زاده ـ یعنی از خانوادهای صاحب عنوان و ملاک ــ که رسماً در سلک شهسواران پذیرفته شده بود. این بدان معنی نبود که کلیهٔ نجیب‌زادگان ــ یعنی افرادی که به سبب اصل و نسب خویش ممتاز ــ واجد شرایط احراز مقام شهسواری یا عنوان باشند؛ معمولاً پسران جوانتر خانواده‌ها، به جز فرزندان و بستگان پادشاهان، املاک و عواید چندان زیادی نداشتند و به همین سبب نمی‌توانستند از عهده مخارج گزافی که در خور زندگی یک شوالیه بود برآیند. این قبیل افراد در زمره سپرداران عمده به‌شمار می‌رفتند، مگر آنکه بتوانند زمین و عنوان جدیدی به دست آورند.

## وضعیت دینی

### جدایی و گسست کلیسای لاتین و ارتدوکس
از میانه سده نهم میلادی کلیسای کاتولیک و ارتدوکس دچار اختلاف شدند. کلیسای ارتدوکس با رسمیت یافتن فیلیوکه (Filioque) در اعتقادنامهٔ رم، موجب انشعاب و اختلاف بیشتر کلیسای ارتدوکس و رم شد. این دو کلیسا از آن پس دو راه کاملاً متفاوت را در این باره در پیش گرفتند.
در سال ۱۰۵۴، پاپ لِئوی نهم که در حال اصلاح نظام پاپی بود، دعوی حکومت جهانی کلیسای رم بر ۵ اسقف، قسطنطنیه، اسکندریه، انطاکیه و اورشلیم کرد که با مخالفت پاتریارک قسطنطنیه روبه‌رو شد که خواهان استقلال پاتریارک قسطنطنیه بود. لئوی، میخائیل سرولاریوس و پیروانش را آماج تکفیر قرار داد و پاتریارک هم با تکفیری مشابه، تلافی کرد تا در سال ۱۰۵۴ رسماً دو کلیسای ارتدوکس و لاتین از هم جدا شوند. البته دو کلیسا قبلاً هم یکدیگر را تکفیر کرده بودند، ولی جداییِ دائمی پدید نیامده بود. در آن زمان، چنان می‌نمود که هنوز برای آشتی فرصت‌هایی هست، اما شکافِ بین دو کلیسا کم‌کم طی دوره بعدی همچون جنگ صلیبی چهارم بارزتر شد.

### تفتیش عقاید
در قرن دوازدهم چون بازار بدعتگذاری رواج گرفت، برخی از روحانیان معتقد شدند که علاوه بر صدور حکم تکفیر از جانب کلیسا، حکومت نیز باید این گونه افراد را تبعید یا زندانی کند. در قرن دوازدهم، با احیای حقوق رومی در بولونیا، شرایط، طرق، و انگیزه یک تفتیش افکار مذهبی به وجود آمد و قانون کلیسایی بدعت نیز کلمه به کلمه از روی پنجمین قانون موسوم به بدعت‌گذاران یا مندرج در قانون نامه یوستینیانوس استنساخ شد. سرانجام در قرن سیزدهم، کلیسا به تقلید از قانون بزرگ‌ترین دشمن خویش، یعنی فردریک دوم، مقرر داشت که مجازات بدعت باید مرگ باشد. به زعم عموم مسیحیان ــ حتی در نظر بسیاری از بدعت‌گذاران ــ کلیسا را پسر خدا تأسیس کرده بود. بر مبنای همین فرض، هر کس بر آیین کاتولیک می‌تاخت، نسبت به خداوند مرتکب اهانتی شده بود؛ با توجه به این مقدمات، یک نفر بدعت‌گذار سرکش، در نظر مؤمنان اصیل آیین، کسی نبود مگر نماینده شیطان، که می‌خواست هر چه را عیسی مسیح کرده بود نقش بر آب سازد؛ و هر کس یا حکومتی که با بدعت‌گذاران تساهل روا می‌داشت، به نصرت کار شیطان کمک می‌کرد. در این موقع، کلیسا چون خود را جز لاینفکی از حکومت سیاسی و روحانی اروپا می‌دانست، بدعت را درست با همان چشمی می‌دید که حکومت به خیانت می‌نگریست؛ به عبارت دیگر، بدعت در واقع تیش‌های بود بر ریشه نظام اجتماعی. اینوکنتیوس گفته‌است:
قانون مدنی، با ضبط اموال و قتل، خیانتکاران را به سزای اعمالشان می‌رساند. به همین سبب، ما را حق بیشتری است تا افرادی را که نسبت به آیین عیسی مسیح خیانت می‌ورزند تکفیر و اموالشان را ضبط کنیم، زیرا بی حرمتی نسبت به بارگاه الاهی جرمی است به مراتب بزرگتر از اهانت به مقام پادشاهی.
در نظر دولتمردانی روحانی چون اینوکنتیوس، یک نفر بدعت‌گذار به مراتب بدتر از یک نفر مسلمان یا یهودی بود؛ مسلمانان و یهودیان در خارج از دنیای مسیحیت زندگی می‌کردند یا اگر در میان مسیحیان می‌زیستند، تابع مقرراتی کاملاً سخت و شدید بودند.

### جنگ‌های صلیبی
جنگ‌های صلیبی بر پایهٔ اعتقاد به جنگ به اصطلاح مقدس ضد ملحدان و کافران آغاز شد. گرچه مفهوم کافر در اروپا به مرور بسط پیدا کرد و به گروه‌های مذهبی دیگر نیز اطلاق شد اما خشم اصلی مسیحیان ضد مسلمانان بود که در دو جبهه شرق (بیزانس) و غرب (اندلس)، مسیحیان را تحت فشار قرار داده بودند.
جرقه اصلی و اولیه جنگ صلیبی از تقاضای آلکسیوس اول از پاپ اوربان دوم برای دریافت کمک ضد ترکان سلجوقی زده شد. آلکسیوس تقاضای کمک مالی کرد تا بتواند سربازانی را اجیر کند اما پاپ نظری دیگری داشت. در این زمان، سربازان مسیحی به تازگی توانسته بودند طلیطله را در اسپانیا تسخیر کرده و نورمن‌ها نیز فتوحات خود را در سیسیل به پایان رسانده بودند. اوربان با استفاده از این موقعیت طلایی که برای دستگاه پاپی به وجود آمده بود، رهبری مسیحیان اروپا برای آزاد کردن اورشلیم و اراضی مقدس در دستان مسلمانان بود، اعلان کرد. وی همچنین این فرصت را برای وحدت مجدد کلیسای تحت رهبری رم مناسب دید. سرانجام در سال ۱۰۹۵، پاپ اوربان دوم در مجمع و شورای کلرمون ــ در جنوب فرانسه ــ مسیحیان را به برداشتن سلاح ضد کفار و شرکت در جنگی مقدس برای بازگرداندن اراضی مقدس به مسیحیت از دست مسلمانان (فاطمیان) فراخواند؛ بنابراین اولین جنگ صلیبی بر بازپس‌گیری اراضی مقدس آغاز شد.
اولین واکنش‌های نسبت به این فراخوان، از جانب توده و عامه مردم بود که شخصی به نام پیتر معتکف رهبری آن‌ها را بر عهده گرفت و این جمعیت کثیر بدون برنامه‌ای به سمت شرق عازم شدند که به جنگ صلیبی دهقانی یا فقیران مشهور شد. این گروه با گذر از مناطق اروپا و بالکان و غارت اموال و مناطق غیرمسیحی، سرانجام به قسطنطنیه رسیدند. آلکسیوس اول که توقع چنین نیروهای بی‌نظم و انضباطی را نداشت، آن‌ها را بدون برنامه‌ای همراه با کشتی عازم آسیای صغیر کرد تا اینکه ترکان سلجوقی به محض رسیدن این جمعیت آشفته، دست به قتل و کشتار آن‌ها زد تا جنگ صلیبی فقیران به پایان رسد.
اما گروه اصلی که مدنظر پاپ بود، شهسواران و نجبای اغلب فرانسوی بودند که در سال ۱۰۹۷، رهسپار شرق و قسطنطنیه شدند. لشکر صلیبی با حدود چندهزار سوار و ۱۰ هزار پیاده‌نظام پس از گذر از قسطنطنیه، تصرف انطاکیه و شهرهای ساحلی فلسطین، عاقبت در ۱۰۹۹ به اورشلیم رسیدند و پس از محاصره ۵ هفته‌ای شهر، موفق به تصرف اورشلیم شدند.

### فرقه‌های مذهبی-نظامی
با فتح اورشلیم و دیگر مناطق در فلسطین توسط صلیبیون طی جنگ صلیبی اول، نیروهای نظامی موجود برای دفاع از دولت تشکیل شده اورشلیم و انطاکیه، ذست به ایجاد نهادی زدند که به فرقه‌های مذهبی-نظامی معروف شد. این فرقه‌ها که محصول تب و تاب مذهبی و ملازم جنگ صلیبی بودند، دو رکن اصلی اروپای قرون وسطا یعنی رهبانیت و سلحشوری را در یک شخص واحد ترکیب کردند. دو فرقه برای دفاع از دولت‌های لاتینی در فلسطین سر برآوردند؛ ابتدا فرقه شوالیه‌های معبد که به دست گروهی از شوالیه‌های فرانسوی تشکیل شد. این گروه سوگند یاد کردند تا به عنوان محافظ، به زوار اورشلیم خدمت کنند. این گروه در در خانه‌ای در نزدیکی معبد سلیمان اقامت گزیدند و در سال ۱۱۲۸ میلادی توسط پاپ به عنوان فرقه رهبانی به رسمیت شناخته شدند.
فرقه دیگر به نام شوالیه‌های مهمان‌نواز بودند که به تأسیس مریض‌خانه‌ای برای مداوای زائران بیمار در سرزمین مقدس، نخستین گام خود را برداشتند. به مرور این فرقه تبدیل به یک فرقه نظامی شد و سرانجام همانند شوالیه‌های معبد به رسمیت شناخته شدند و شاهان اورشلیم، زمین و املاکی به آن‌ها اختصاص دادند.
آرمان‌های این دو فرقه به مرور از شرق رهسپار غرب و اروپا شد و در آن‌جا منتشر یافتو این انتشار سبب شد تا دیگر فرقه‌های مذهبی-نظامی در اروپا شکل بگیرند تا علاوه بر مسلمانان، اقدام به بیرون راندن کفار مسیحی در اروپا کنند. از جمله این فرقه‌ها می‌توان به فرقه توتونیک در آلمان که در شرق سواحل بالتیک، اقدام به بیرون راندن بت‌پرستان آن‌جا کرد و دیگر فرقه سنتیاگو که در اسپانیا برای بیرون راندن مسلمانان و یهودیان تلاش می‌کرد.

## فلسفه مدرسی
بعد از رواج یافتن مسیحیت در اروپا و توأم شدن قدرت کلیسا با قدرت امپراتوری روم مراکز علمی زیر نفوذ دستگاه حاکمه قرار گرفت تا آنجا که در قرن ۶ میلادی چنان‌که قبلاً اشاره شد دانشگاه‌ها و مدارس آتن و اسکندریه تعطیل گردید این دوران که در حدود یک هزار سال ادامه یافت به قرون وسطی موسوم شده و ویژگی کلی آن تسلط کلیسا بر مراکز علمی و برنامه مدارس و دانشگاه‌ها است.
از شخصیت‌های برجسته این عصر سن آگوستین است که کوشید تا معتقدات مسیحیت را با مبانی فلسفی به‌خصوص آراء افلاطون و نوافلاطونیان تبیین کند. بعد از وی بخشی از مباحث فلسفی در برنامه مدارس گنجانیده شد ولی نسبت به افکار ارسطو بی مهری می‌شد و مخالف عقاید مذهبی تلقی می‌گردید و اجازه تدریس آن‌ها داده نمی‌شد تا اینکه با تسلط مسلمانان بر اندلس و نفوذ فرهنگ اسلامی در اروپای غربی افکار فلاسفه اسلامی مانند ابن سینا و ابن رشد کمابیش مورد بحث قرار گرفت و دانشمندان مسیحی از راه کتاب‌های این فیلسوفان با آراء ارسطو نیز آشنا شدند. رفته رفته اهالی کلیسا در برابر این موج فلسفی تاب مقاومت نیاوردند و سرانجام سن توماس آکوینی بسیاری از آراء فلسفی ارسطو را پذیرفت و آن‌ها را در کتاب‌های خودش منعکس ساخت و کم‌کم مخالفت با فلسفه ارسطو کاهش یافت بلکه در بعضی از مراکز علمی به صورت گرایش غالب درآمد.
به هرحال در قرون وسطی نه تنها فلسفه در مغرب زمین پیشرفتی نداشت بلکه سیر نزولی خود را طی کرد و برخلاف جهان اسلام که پیوسته علوم و معارف شکوفاتر و بارورتر می‌شد در اروپا تنها مباحثی که می‌توانست توجیه‌کننده عقاید غیر خالی از تحریف مسیحیت باشد به نام فلسفه اسکولاستیک مدرسی در مدارس وابسته به کلیسا تدریس می‌شد و ناگفته پیدا است که چنین فلسف‌های سرنوشتی جز مرگ و نابودی نمی‌توانست داشته باشد.
در فلسفه اسکولاستیک علاوه بر منطق و الهیات و اخلاق و سیاست و پارهای از طبیعیات و فلکیات مورد قبول کلیسا قواعد زبان و معانی و بیان نیز گنجانیده شده بود و به این صورت فلسفه در آن عصر مفهوم و قلمرو وسیعتری یافته بود.

## عصر طلایی رهبانیت
دیرها در طی قرون تیرگی رو به فزونی نهاد و در قرن پرآشوب دهم، که اروپا به منتهای ذلت رسیده بود، به اوج اعلای ترقی خود رسید، و از آن پس هر قدر حکومت‌ها در اعاده نظم و استقرار رفاه موفقتر شدند، به همان نسبت از تعداد صومعه‌ها کاسته شد. در فرانسه، حدود سال ۱۱۰۰، تعداد دیرها به ۵۴۳ می‌رسید، و حال آنکه این رقم در حدود سال ۱۲۵۰ تنها به دویست و هشتاد و هفت بالغ می‌شد.
شاید عاملی که جبران این کاهش تعداد صومعه‌ها را می‌کرد افزایش عدهای بود که به‌طور متوسط در هر دیری مقام داشتند؛ با اینهمه، دیرهایی که عده رهبانانشان به یکصد نفر می‌رسید انگشت شمار بودند. در قرن سیزدهم هنوز بین پدران و مادران پرهیزکار یا خانواده‌هایی که عیال بسیار و کفاف اندک داشتند رسم بود که کودکان هفت ساله یا بیشتر را به عنوان پیشکش درگاه خداوند به دیرها بسپارند. قدیس توماس آکویناس از جمله افرادی بود که زندگی رهبانی خود را این سان آغاز کرد. بندیکتن‌ها را اعتقاد بر این بود که اگر کودکی را پدر و مادرش در راه خدا وقف صومعه کرده باشند، چون به سن رشد برسد، دیگر نمی‌تواند به هیچ وجه دست از زندگی رهبانی بشوید؛ لکن قدیس برنار و فرقه‌های جدید معتقد بودند که چنین کودکی چون به سن بلوغ برسد، می‌تواند به راه و رسم زندگی عادی بازگردد، بی آنکه مورد شماتت کسی قرار گیرد. به‌طور کلی، یک رهبان بالغ، در صورتی که میل به ترک حلقه رهبانان می‌کرد و می‌خواست که با نقض عهد خویش مرتکب گناهی نشود، ناگزیر به تحصیل اجازه از طرف پاپ بود.

### بندیکتن‌ها
بنیانگذار این فرقه، همان بندیکتوس قدیس بود. وی در جوانی برای اشتغال به دعا و عبادت، در یک منطقه کوهستانی نزدیک شهر رم، گوشه‌گیری را اختیار کرد. اما پس از چند سال گروه دیگری نیز برای همزیستی با وی به آنجا و نزد او رفتند. بندیکتوس در سال ۵۲۹ میلادی معروف‌ترین صومعه جهان مسیحیت یعنی مونته کاسینو را برپا نمود. شعار زندگی رهبانی بندیکتن‌ها این بود: دعا کن و کار کن. بندیکتن‌ها برای نظم بخشیدن به زندگی راهبانه قوانینی همچون کار کردن در مزارع و آشپزخانه‌ها وضع کردند. در اوایل قرون وسطی، این نظام در سراسر اروپای غربی گسترش داشت. این نظام نه تنها مسیحیت را تحت تأثیر قرار داد، بلکه فرهنگ اروپایی را نیز دستخوش تغییراتی نمود که به عنوان مثال می‌توان به اثرات آن بر روی کشاورزی، مدارس و کتاب‌ها اشاره کرد. بسیاری از دانشگاه‌های اروپایی در ابتدای تأسیس مدارسی روحانی بوده‌اند.

### کلونی‌ها
نام دیگر این فرقه کارتوزیان است که به وسیله قدیس برونو در سال ۱۰۸۴ تأسیس شد. انگیزه قدیس برونو از روی آوردن به رهبانیت، این نبود که از وضع عمومی جامعه و آلودگی‌های آن به ستوه آمده و در پی عزلت از دنیا باشد، بلکه وی مشاهده کرد که میان صومعه‌ها دنیاگرایی فزونی یافته‌است، از این‌رو، درصدد اصلاح رهبانیت موجود در صومعه‌ها برآمد. بر اساس قوانین این فرقه، راهبان هر کدام در حجره جداگانه خویش کار می‌کردند، غذا خورده و می‌خوابیدند. آن‌ها هفته‌ای سه بار برای مراسم قداس، نماز مغرب و دعاهای نیمه شب دور هم جمع می‌شدند و روزهای یکشنبه و ایام عید نیز خود را از قید گوشه‌نشینی و سکوت می‌رهاندند و به گفت‌وگو و صرف غذا به‌طور دسته‌جمعی می‌پرداختند

### سیسترسیان
نظام سیسترسیان که گیمی (Gimey) یا راهبان سفید هم نامیده می‌شد، در سال ۱۰۹۸در شهر سیتو در فرانسه و به وسیلهٔ قدیس روبر پایه‌گذاری شد. راهبان سیسترسیان درصدد بازگشت به زندگی نخستین راهبان بندیکتی بودند و خواهان بازگشت به همان اصول اولیه قدیس بندیکت بودند. یکی از شاخص‌ترین چهره‌های نظام سیتسرسیان، قدیس برنارد است که به علت شهرت و محبوبیت فراوانش بعدها از محرکان اصلی پاپ برای جنگ‌های صلیبی شد.
علاوه بر این فرقه‌ها می‌توان به فرقه‌هایی همچون فونتوروو، پرمونستراتنسین، گیلبرتیان و تثیلشیون اشاره کرد.

## فرقه‌های درویشی

### فرانسیسکویی‌ها
بنیانگذار این فرقه شخصیت محبوب مسیحیان یعنی فرانسیس آسیزی (Francis of Assisi) است که شبیه‌ترین انسان به عیسی در مسیحیت شمرده می‌شود. فرانسیس که در خانوده‌ای ثروتمند زندگی می‌کرد، از وضع موجود خود ناراضی بود، از این‌رو، بیست ساله بود که با برخی از یاران جوان خود زندگی توأم با فقر شدید را برگزیدند. فرانسیس هفته‌ها یا ماه‌ها پیوسته در غارها و بیشه‌ها به تأمّل و دعا مشغول بود، تا آنجا که نوشته‌اند: در اواخر عمر داغ‌هایی به نشانه زخم‌های عیسی در جسم او پدید آمد. وی در سال ۱۲۱۰ در آسیزی نمازخانه موسوم به مریم مقدس فرشتگان را بنا نهاد. دامنه رهبانیت او به مجارستان، آلمان، انگلستان، فرانسه و اسپانیا هم کشیده شد و پیروان این فرقه را فرایارهای کهتر (= برادرها) نیز می‌نامند. سرلوحه تعالیم این فرقه، فقر مطلق و جهل بود و پیروان این گروه خود را حقیرترین غلامان درگاه مسیح می‌دانستند.

### دومینیکن‌ها
این فرقه که معاصر با فرقه فرانسیسکن‌ها بود به وسیله دومینیک در سال ۱۲۲۰ بنیان نهاده شد. آن‌ها برای نخستین بار تبحّر علمی و محققانه را بر جهل ترجیح دادند. از این‌رو، به رهبانیت واعظان شهرت یافتند و چون ایشان نیز توصیه به فقر مطلق می‌کردند آن‌ها را راهبان سائل نیز می‌نامیدند. دومینیکن‌ها مأمور تفتیش عقاید در قرون وسطا بودند و به بزرگ‌ترین مردان حکمت اسکولاستیک و بزرگ‌ترین مقامات سیاسی مبدل گردیدند. از چهره‌های معروف این گروه توماس آکوئیناس معروف است. در مقایسه بین این دو فرقه اخیر می‌توان گفت که فرانسیسکن‌ها در مقابل دومینیکن‌ها علم را در درجه سوم اهمیت قرار دادند و با جهاد علیه زنادقه و جنگ، میانه خوبی نداشتند ولی در اصرار بر عشق و فقر، گوی سبقت را از دومینیکن‌ها ربوده بودند.

### کرملی‌ها
در قرن ۱۲ میلادی و در جریان جنگ‌های صلیبی در کوه کرمل واقع در شمال فلسطین و در نزدیکی بندر حیفا تأسیس و بنیان نهاده شد. راه و رسم آیین آن‌ها، در سال‌های ۱۲۰۶ و ۱۲۱۴ میلادی توسط سنت آلبرت پاتریارک در اورشلیم نوشته شد و در سال ۱۲۲۶ میلادی مورد تصویب پاپ هورنیوس سوم قرار گرفت. این فرقه با خشونت کلیسا رابطه خوبی نداشتند و معتقد بودند که مسیحی کردن مسلمانان از کشتار ایشان در جریان جنگ و کشتار بهتر است بنابراین گوشه‌نشینی کردند و از جامعه دوری گزیدند. این فرقه بعدها به کرملی‌های پاپوشدار و کرملی‌های پابرهنه تقسیم شدند و مشهورترین گروه از کرملیان پابرهنه را نیز قدیسه ترزا آولایی در قرن ۱۶ میلادی به وجود آورد.

## جنبش‌ای بدعت‌آمیز

### کاتارها
در اواخر سده دوازدهم و اوایل سده سیزده با ظهور گروه‌های گوناگون مسیحی کاتار که در واقع برخاسته از برداشت‌های گوناگون از مانویت بودند، بحرانی اروپای جنوبی را فراگرفت. آنان به‌طور خلاصه بدین اصل معتقد بودند که چون یک منشأ و علت برای هرآنچه که در جهان خیر و روحانی است وجود دارد باید مبدأ و اصل مجزایی نیز برای همه آنچه که شر است وجود داشته باشد. خدایی که خیر مطلق است نمی‌تواند مبین فساد اعیان مادی یا فساد اخلاقی افراد بشر باشد. از آنجا که فساد اخلاقی اغلب با میل شخص به اجسام مادی سروکار دارد، شر و سپهر مادی باید سرچشمه و اصلی متفاوت از سپهر روحانی داشته باشد. در نتیجه باید خدا یا فرشته شری باشد که همچون اصل و مبدأ و علت سپهر مادی و هرآنچه که شر است عمل کند. در این مذهب اعتقاد به دو خدا و همچنین رگه‌هایی از عرفان دیده می‌شود. این مذهب در قرن‌های دوازده و سیزده به سرعت در حال گسترش بود که البته سرکوب این مذهب از سوی کلیسای کاتولیک با جهاد آلبیگایی صورت گرفت که این وقایع به تشکیل دستگاه تفتیش عقاید کمک شایانی کرد. گفته می‌شود که این مذهب در اعتقادات فرقه‌هایی مانند پولیسیان‌ها در ارمنستان و بوغومیلیه در بلغارستان ریشه دارد؛ اگرچه مسئله علل و ریشه‌های این مذهب هنوز به درستی روشن نیست.

### والدوسیان
در اواخر سده دوازدهم میلادی، جمعیتی از فقرا شهر لیون در فرانسه توسط یک بازرگان فرانسوی به نام پیتر والدوس که در سال ۱۱۷۳ تمامی ثروت خود را بخشیده بود و معتقد بود که فقر، راه کمال روحانی به ارمغان می‌آورد، جمع و سازماندهی شدند که به فرقه والدوسیان معروف شدند. این فرقه به روش سیاسی و اجتماعی کلیسا و ثروت اندوزی‌های آن معترض بودند و از اینکه کلیسا به بزرگ‌ترین فئودال‌ها تبدیل شده‌است، خشمگین و آزرده خاطر بود. تعالیم این فرقه سبب شد تا در کوتاه مدت با کلیسای کاتولیک درگیر شود و کلیسا این گروه را نیز به جرم اینکه سلسله مراتب کلیسایی را نپذیرفته بودند در سال ۱۱۸۴ در شورای عمومی کلیسا در ورونا تکفیر کرد؛ بنابراین عده زیادی از اعضای این فرقه ازجمله پیتر والدوس تکفیر و اعدام شدند اما این فرقه همچنان طی قرون بعد به حیات خود ادامه داد.

## سال‌شمار
- ۱۰۰۰ - فرمانروایی پاپ سیلوستر دوم به همراه اوتوی سوم بر دنیای مسیحیت لاتینی
- ۱۰۰۳ — مرگ سیلوستر دوم
- ۱۰۰۵/۰۶ - آغاز موج بزرگ گرسنگی در غرب اروپا
- ۱۰۱۸ — تأسیس امپراتوری نخست بلغارستان توسط باسیل دوم
- ۱۰۱۹ - به قدرت رسیدن کنوت کبیر در انگلستان و دانمارک
- ۱۰۲۷ — به قدرت رسیدن کنراد دوم در آلمان
- ۱۰۳۰ - تشکیل اولین مرکز نورمنی در جنوب ایتالیا (آورسا)
- ۱۰۳۰ - شروع نهضت‌های کمونی در ایتالیا
- ۱۰۳۱ - پایان خلافت اموی در قرطبه

۱۰۳۲–۱۰۳۳ - بروز گرسنگی در مغرب زمین
- ۱۰۵۴ — جدایی شرق و غرب

۱۰۶۰ - فتح سیسیل توسط نورمن‌ها
- ۱۰۶۶ — نبرد هستینگز
- ۱۰۷۲ - تأسیس اولین شرکت بازرگانی در ونیز
- ۱۰۷۳–۱۰۸۵ — پاپ گریگوری هفتم و دوران اصلاحات وی
- ۱۰۷۱ — نبرد ملازگرد
- ۱۰۷۷ — عزیمت هاینریش چهارم به کانوسا برای توبه
- ۱۰۸۶ — نوشته شدن کتاب روز رستاخیز به دستور ویلیام اول انگلستان
- ۱۰۸۶ — نبرد ساجراخاس بین مرابطون و پادشاهی‌های متحد اسپانیا
- ۱۰۸۸ — تأسیس دانشگاه بلونیا
- ۱۰۹۱ — نبرد لوآنیون
- ۱۰۹۸ - تأسیس فرقه سیستریان توسط روبر، رئیس دیر مولم
- ۱۰۹۶–۱۰۹۹ — جنگ صلیبی اول
- حدود ۱۱۰۰ - آغاز خشک کردن زمین‌های مردابی در نواحی فلاندر
- ۱۱۰۸ - تأسیس اولین مرکز اسکولاستیک (فلسفه مدرسی) در پاریس
- ۱۱۲۰–۱۱۵۰ - تدوین اولین نظامنامه تأسیس اتحادیه‌های صنفی در مغرب زمین
- ۱۱۲۳ — اولین مجمع کلیسای جامع رم
- ۱۱۲۶ - وفات ابن رشد
- ۱۱۳۲ - آغاز سبک گوتیک
- ۱۱۳۵ - وفات ابن میمون
- ۱۱۳۹ — دومین مجمع کلیسای جامع رم
- ۱۱۴۰ - تأسیس پادشاهی پرتغال
- حدود ۱۱۴۰ - پایه‌ریزی حقوق گراتیانی
- ۱۱۴۵–۱۱۴۹ — جنگ صلیبی دوم
- ۱۱۴۷ — جنگ صلیبی وندی
- ح. 1150 — تأسیس دانشگاه پاریس
- ۱۱۵۴ - تأسیس امپراتوری انگلیسی-فرانسوی پلانتاژنه
- ۱۱۵۵–۱۱۹۰ — فردریش بارباروسا
- ۱۱۵۸ — ظهور هانزا
- ۱۱۶۳ - آغاز ساخت کلیسای نتردام پاریس
- ۱۱۶۵ - قدیس خواندن شارلمانی
- ۱۱۶۷ — تأسیس دانشگاه آکسفورد
- ۱۱۸۰ - به تخت نشستن فیلیپ دوم در فرانسه
- ۱۱۸۵ — باز تأسیس امپراتوری دوم بلغارستان
- ۱۱۸۹ - به تخت نشستن ریچارد یکم در انگلستان
- ۱۱۸۹–۱۱۹۲ — جنگ صلیبی سوم
- ۱۲۰۰–۱۲۰۴ — جنگ صلیبی چهارم
- ۱۲۰۴ - فتح و غارت قسطنطنیه و تأسیس امپراتوری لاتینی قسطنطنیه
- ۱۲۰۵ — نبرد آدریانپول
- ۱۲۰۹ — تأسیس دانشگاه کمبریج
- ۱۲۰۹ — ظهور فرقه فرانسیسیان
- ۱۲۰۹–۱۲۲۹ — جنگ صلیبی آلبیگائی
- ۱۲۱۲ — نبرد لاس ناواس د تولوسا
- ۱۲۱۵ — امضا شدن مگنا کارتا
- ۱۲۱۵–۱۲۲۸ - ترجمه ارسطو به لاتین توسط ویلم فان موربک
- ۱۲۱۶ — تأسیس فرقه دومینیکیان
- ۱۲۱۵ — چهارمین مجمع کلیسای جامع رم
- ۱۲۱۷–۱۲۲۱ — جنگ صلیبی پنجم
- ۱۲۱۸ — تأسیس دانشگاه سالامانکا
- ۱۲۲۰–۱۲۵۰ — به تخت نشستن فردریش دوم، امپراتور مقدس روم
- ۱۲۲۲ — تأسیس دانشگاه پادووا
- ۱۲۲۳ — تأیید آئین بازبینی شده فرانسیس قدیس
- ۱۲۲۸–۱۲۲۹ — جنگ صلیبی ششم
- ۱۲۳۰ — جنگ صلیبی پروسی
- ۱۲۳۰ — نبرد کلوکاتنیستا
- ۱۲۳۱ - تأسیس سازمان تفتیش عقاید
- ۱۲۳۲ - ساختن الحمراء توسط مسلمین گرانادا
- ۱۲۳۷–۱۲۴۲ — هجوم مغولان به اروپا
- ۱۲۳۸ - تصرف والنسیا توسط پادشاهی آراگون
- ۱۲۴۱ — نبرد لگنیکا
- ۱۲۴۲ — نبرد یخ
- ۱۱۴۸ - فتح سویل توسط پادشاهی کاستیل
- ۱۲۴۸–۱۲۵۴ — جنگ صلیبی هفتم
- ۱۲۵۲ - ضرب مسکوکات طلا در جنوا و فلورانس
- ۱۲۵۷ — تأسیس کالج سوربون
- ۱۲۶۱ — فتح مجدد قسطنطنیه توسط بیزانس
- ۱۲۶۸ - تأسیس اولین کارخانه کاغذسازی در فابریانو
- ۱۲۷۴ — مرگ توماس آکویناس
- ۱۲۷۷–۱۲۸۰ — موج اعتصاب و اغتشاش شهرهای اروپا از جمله بروژ، کان و اورلئان و …
- ۱۲۸۰ — مرگ آلبرتوس ماگنوس
- ۱۲۸۱ - تشکیل اتحادیه هانزائی در آلمان
- ۱۲۸۳ - فتح پروس توسط تتونیک‌ها
- ۱۲۹۰ - اخراج یهودیان از انگلستان
- ۱۲۹۱ — عکا، آخرین پایگاه مسیحیان در خاورمیانه توسط مملوکان تصرف می‌شود.
- ۱۲۹۹ — تأسیس امپراتوری عثمانی توسط عثمان یکم
- ۱۳۰۰ - اولین پیشینه مستند در استفاده از عینک

## نگارخانه

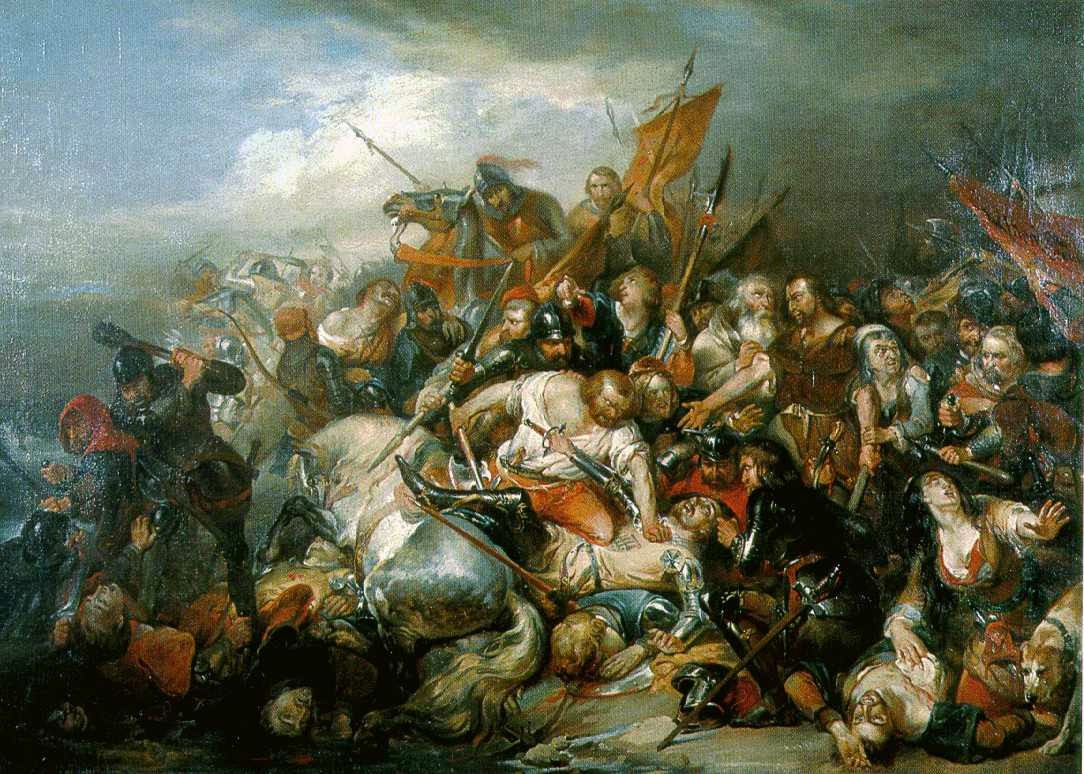